# Tuile vernissée de Bourgogne

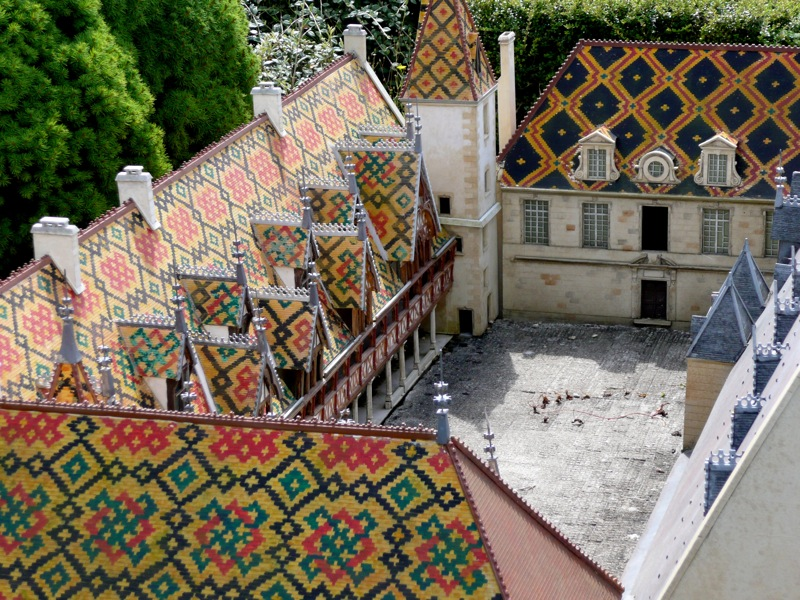
Les Hospices de Beaune (XVe siècle s.). Les toits multicolores de ce célèbre Hôtel-Dieu de style gothique flamboyant sont un des symboles de la Bourgogne.

La tuile vernissée de Bourgogne est un des éléments historiques de l'artisanat d'art et de l'architecture vernaculaire de la Bourgogne. Les toitures couvertes de tuiles plates vernissées polychromes aux dessins losangés sont un des symboles de la Bourgogne.
Il s'agit de l'application aux tuiles, briques, et carreaux de sol, d'une technique de glaçure (émail) connue depuis l'Antiquité, notamment par les Romains pour décorer la poterie.

## Histoire
À partir du XIe siècle, l'abbaye de Cîteaux, siège fondateur de l'ordre cistercien, construite dans la forêt de Cîteaux, en Bourgogne, aux portes de la Franche-Comté, développe un art cistercien (architecture cistercienne, carreaux à motifs vernissés de l'art cistercien) avec la maîtrise de savoir-faire pour les matériaux de construction, dont la terre cuite à base d'argile, pouvant être vernissée, sous la forme de carreaux, de briques et de tuiles. Elle crée des dizaines de tuileries et briqueteries autour de l'exploitation de l'argile locale, de l'eau des cours d'eau, du sel du Jura, et de l’exploitation du bois de la forêt de Cîteaux pour les fours de cuisson (sept tuileries-briqueteries sont répandues le long de la rivière Sansfond, qui alimente l'abbaye, ainsi que de nombreuses autres dans toute la région),. 

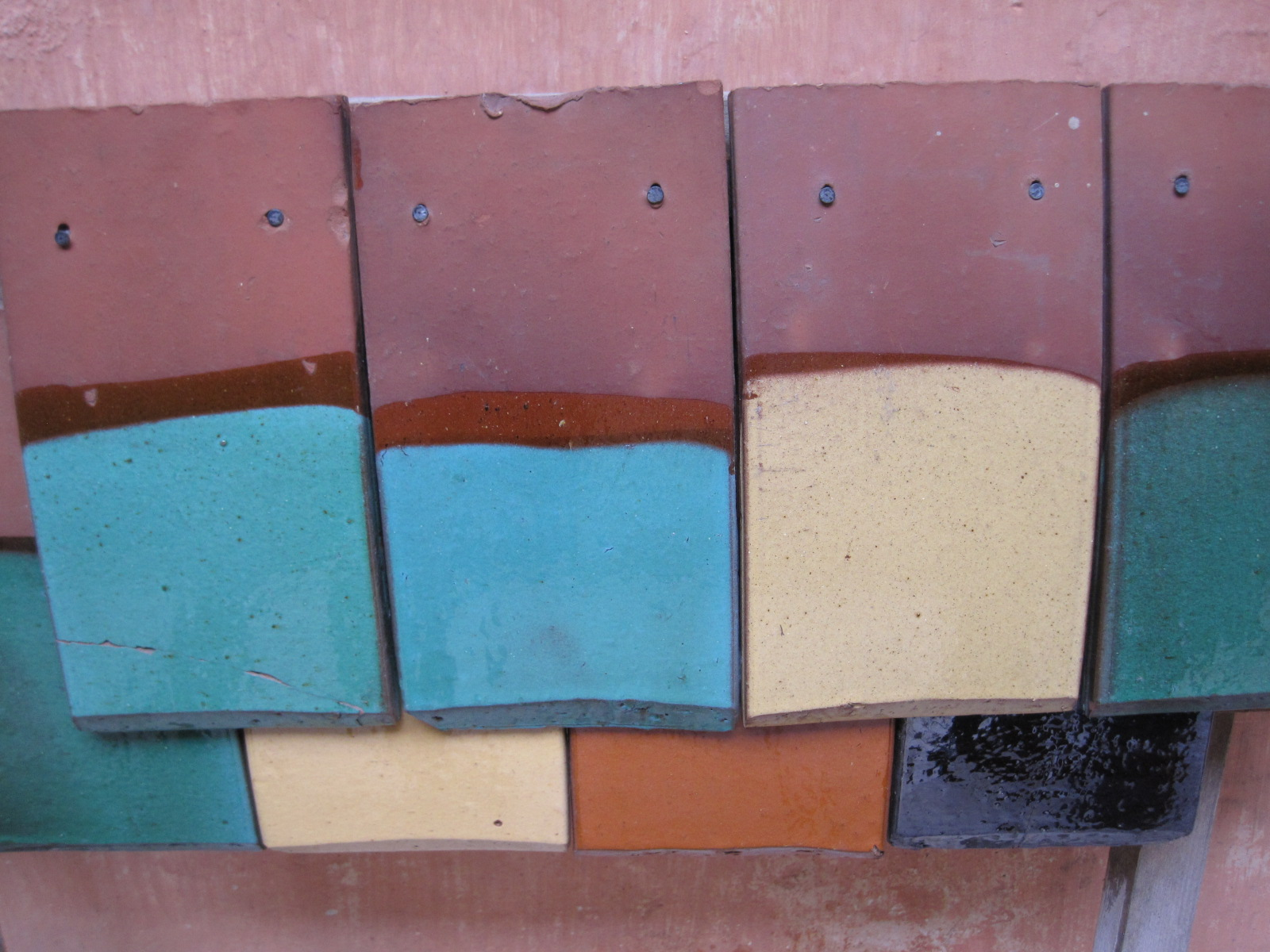
Tuile plate de Bourgogne vernissée.
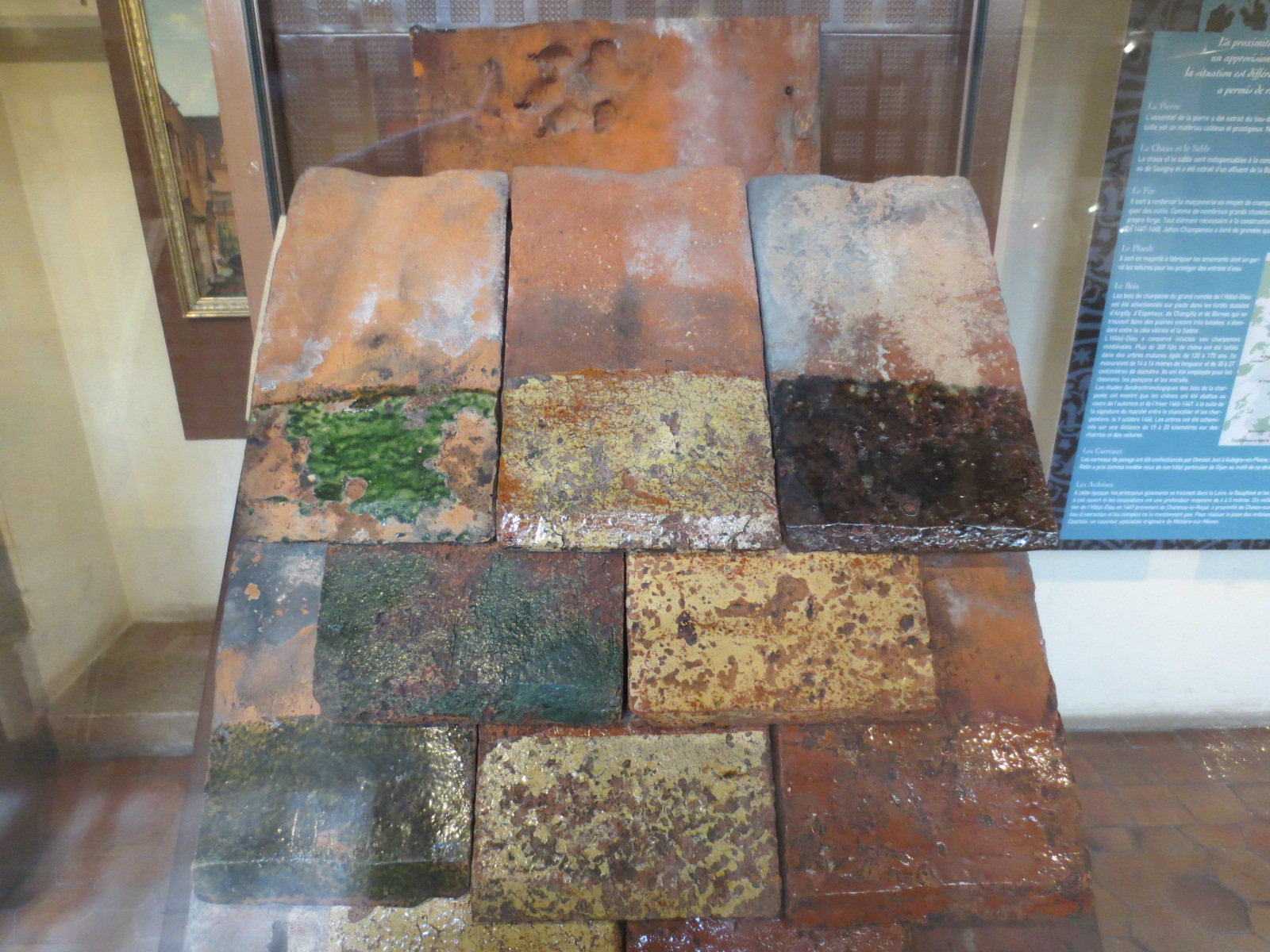
Anciennes tuiles usagées des Hospices de Beaune.
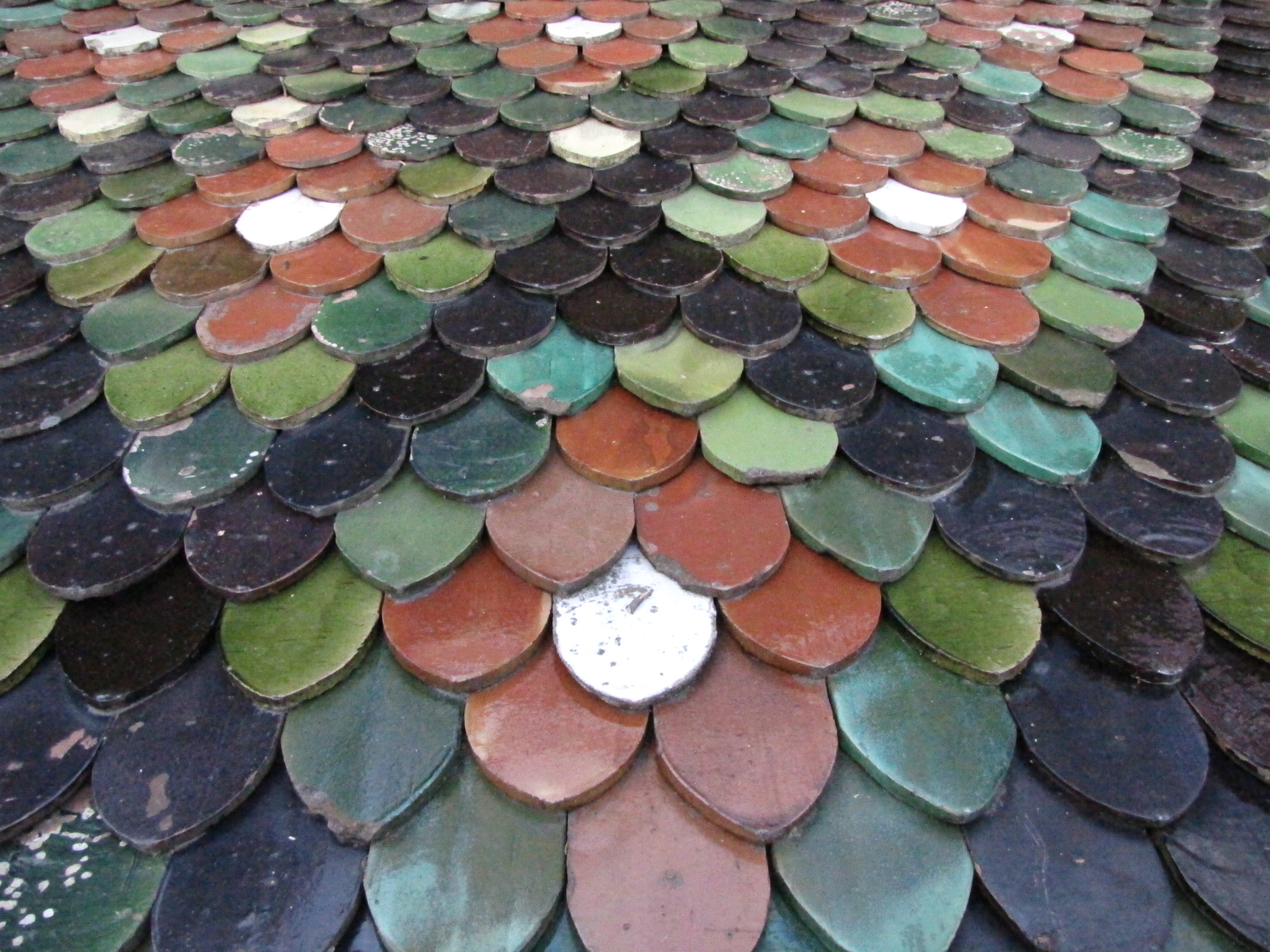
Variante : tuile alsacienne vernissée de la collégiale de Neuchâtel, en Suisse.
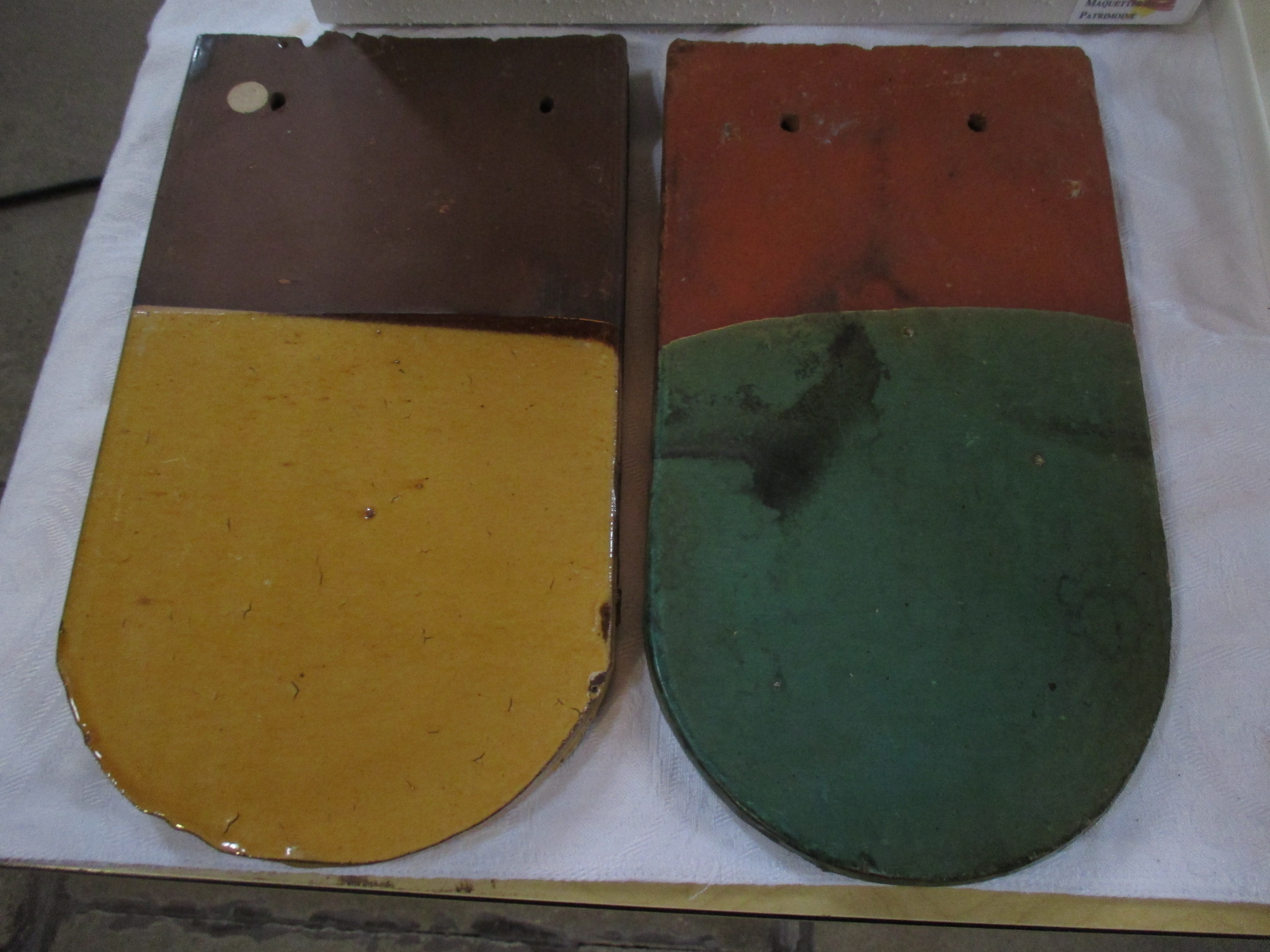
Tuiles de clocher comtois.
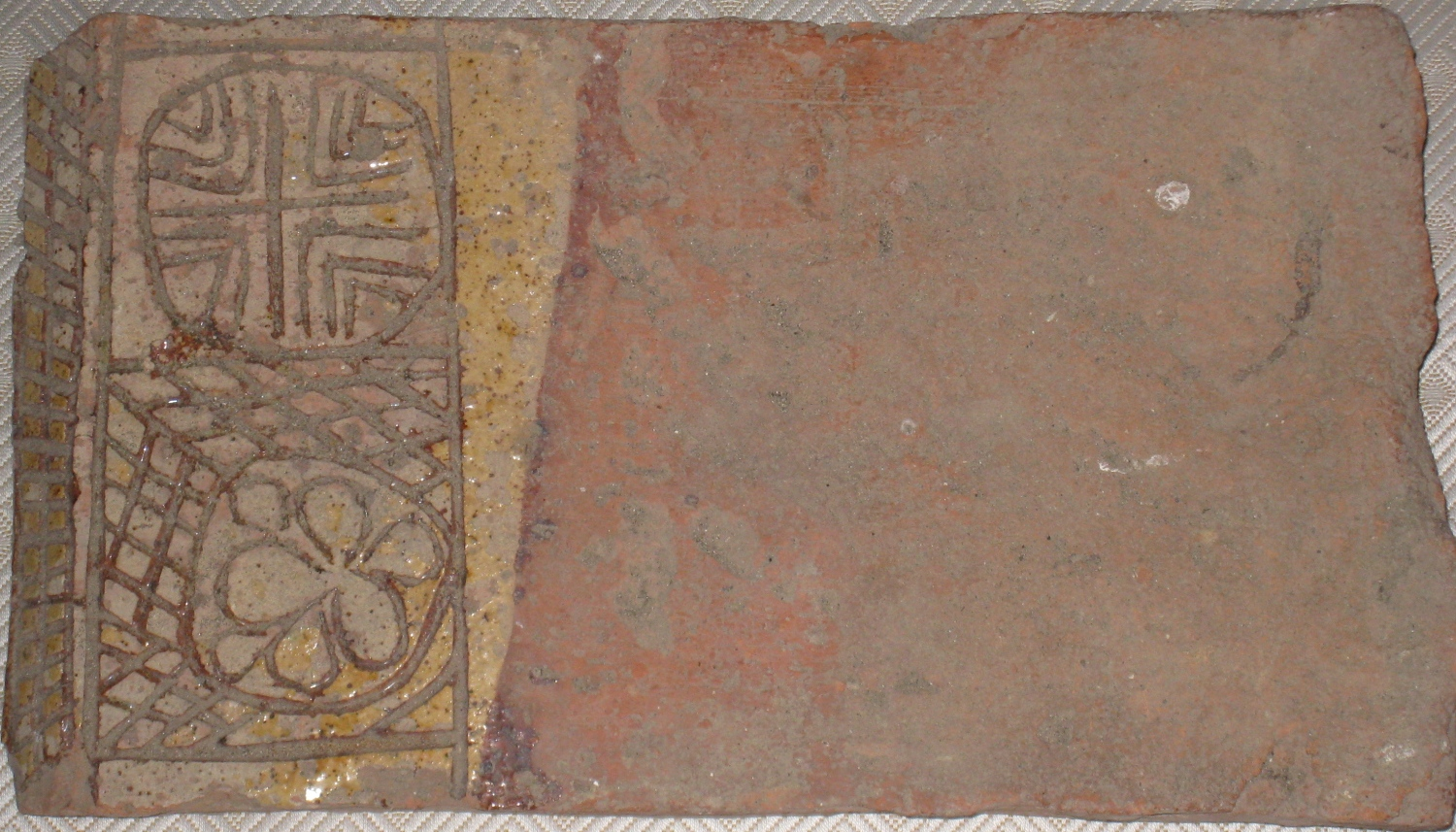
Tuile décorée vernissée.
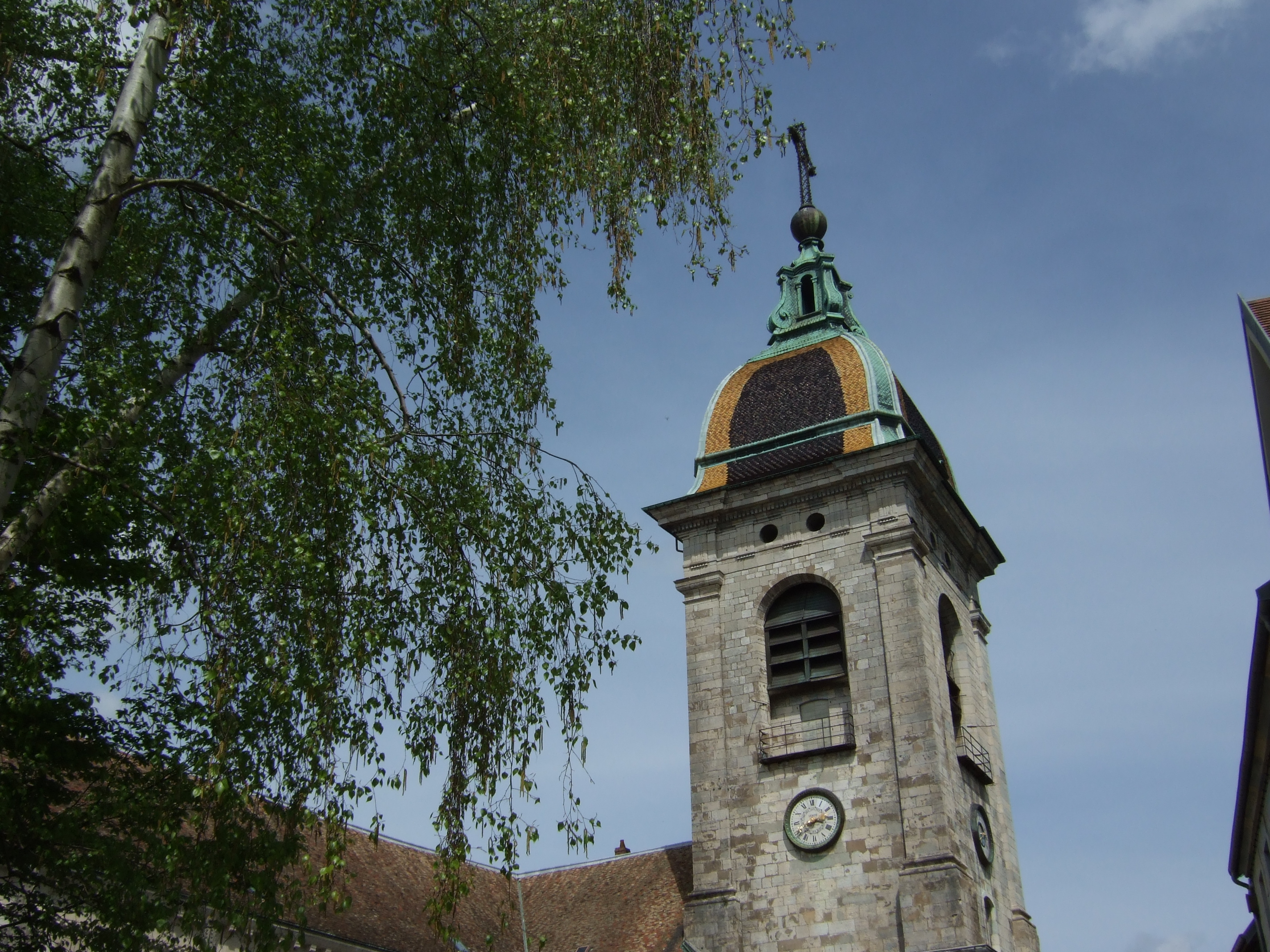
Variante : clocher comtois de la cathédrale Saint-Jean de Besançon.
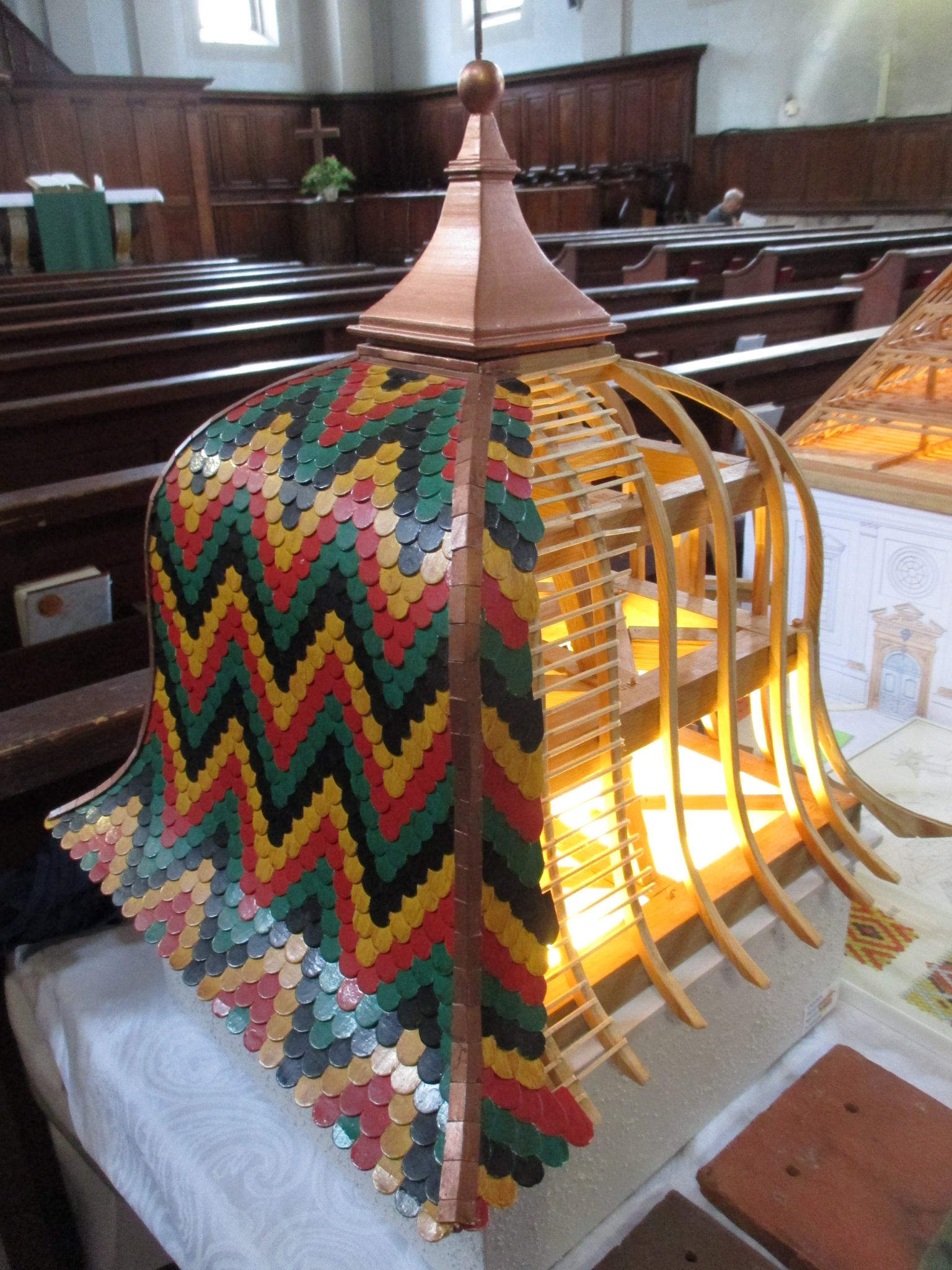
Maquette de clocher comtois, en Franche-Comté.
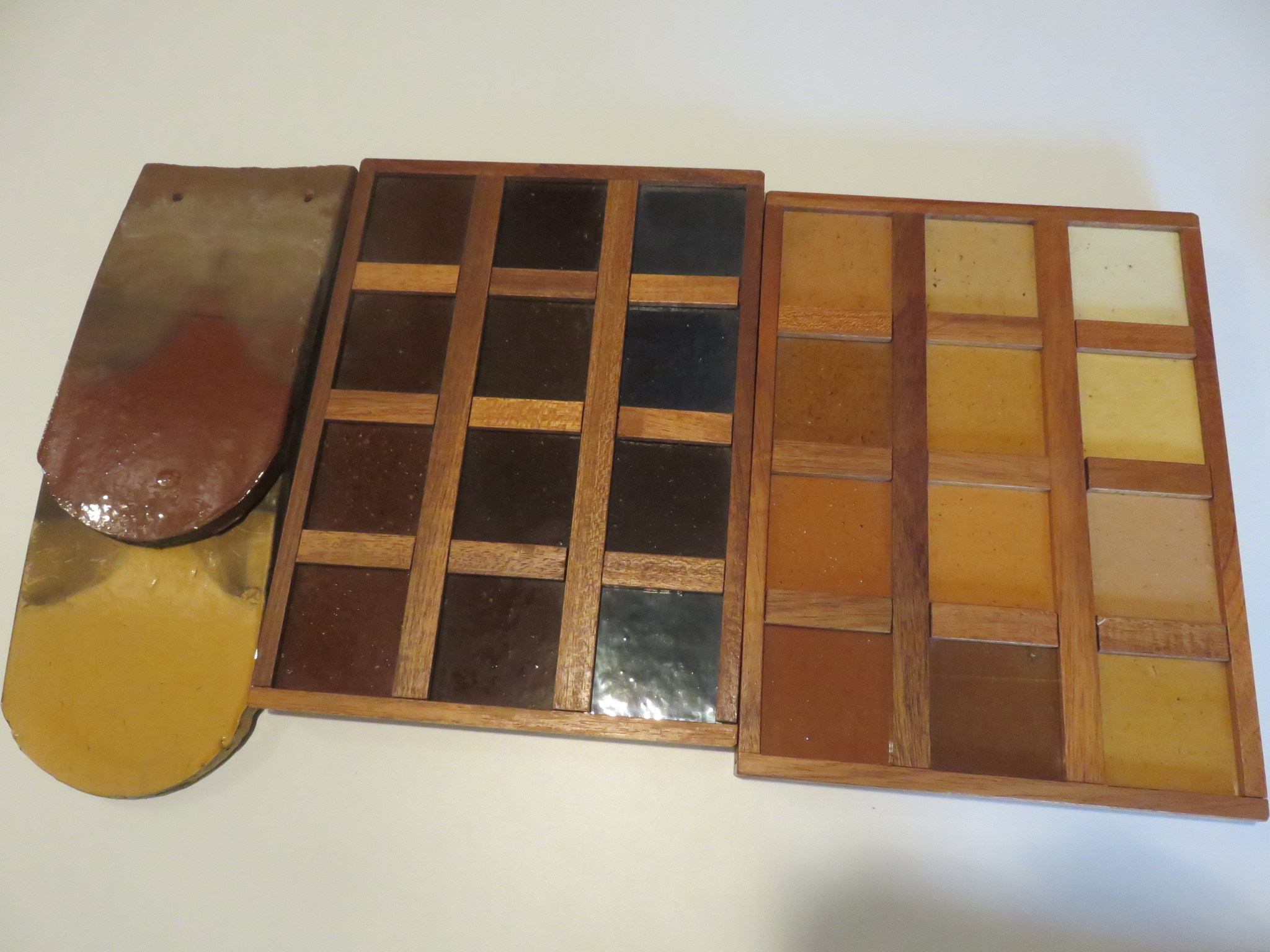
Nuancier d'architecte-couvreur.
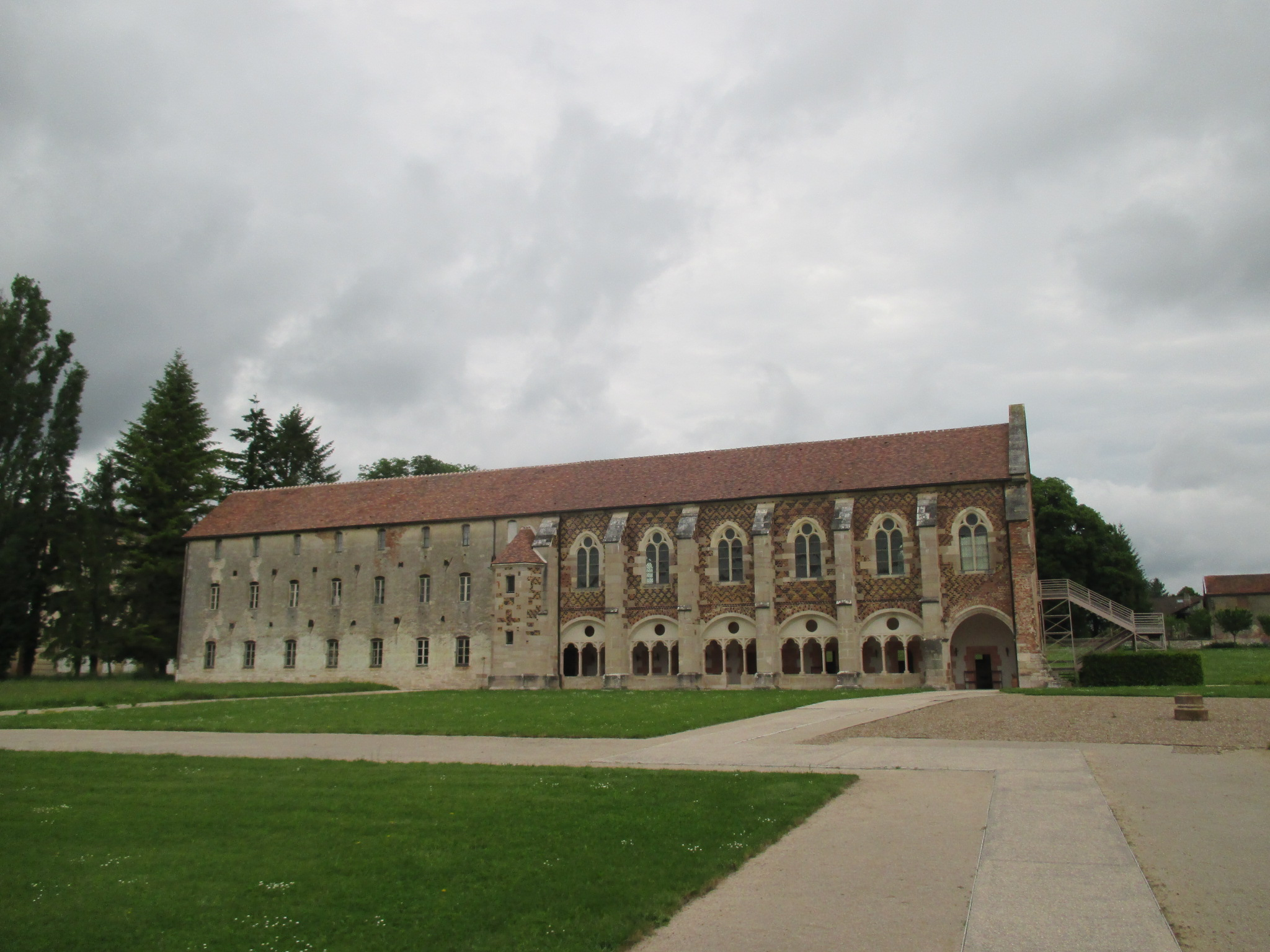
Vestiges médiévaux de mur à motif bourguignon en briques vernissées (partie droite), d'un des deux anciens cloîtres de l'abbaye de Cîteaux.
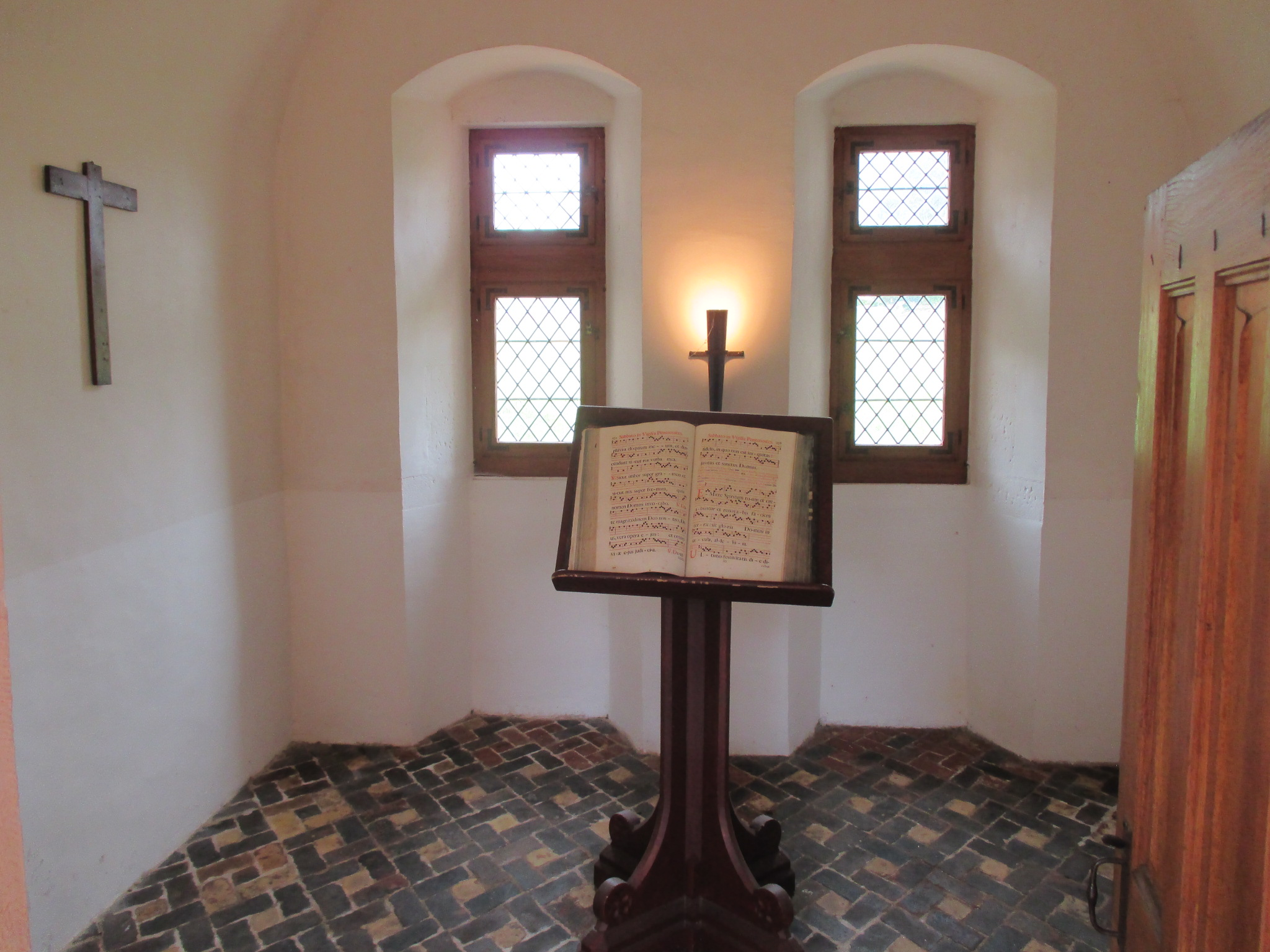
Vestiges de carreaux vernissés médiévaux d'une salle de lecture, de l'abbaye de Cîteaux.
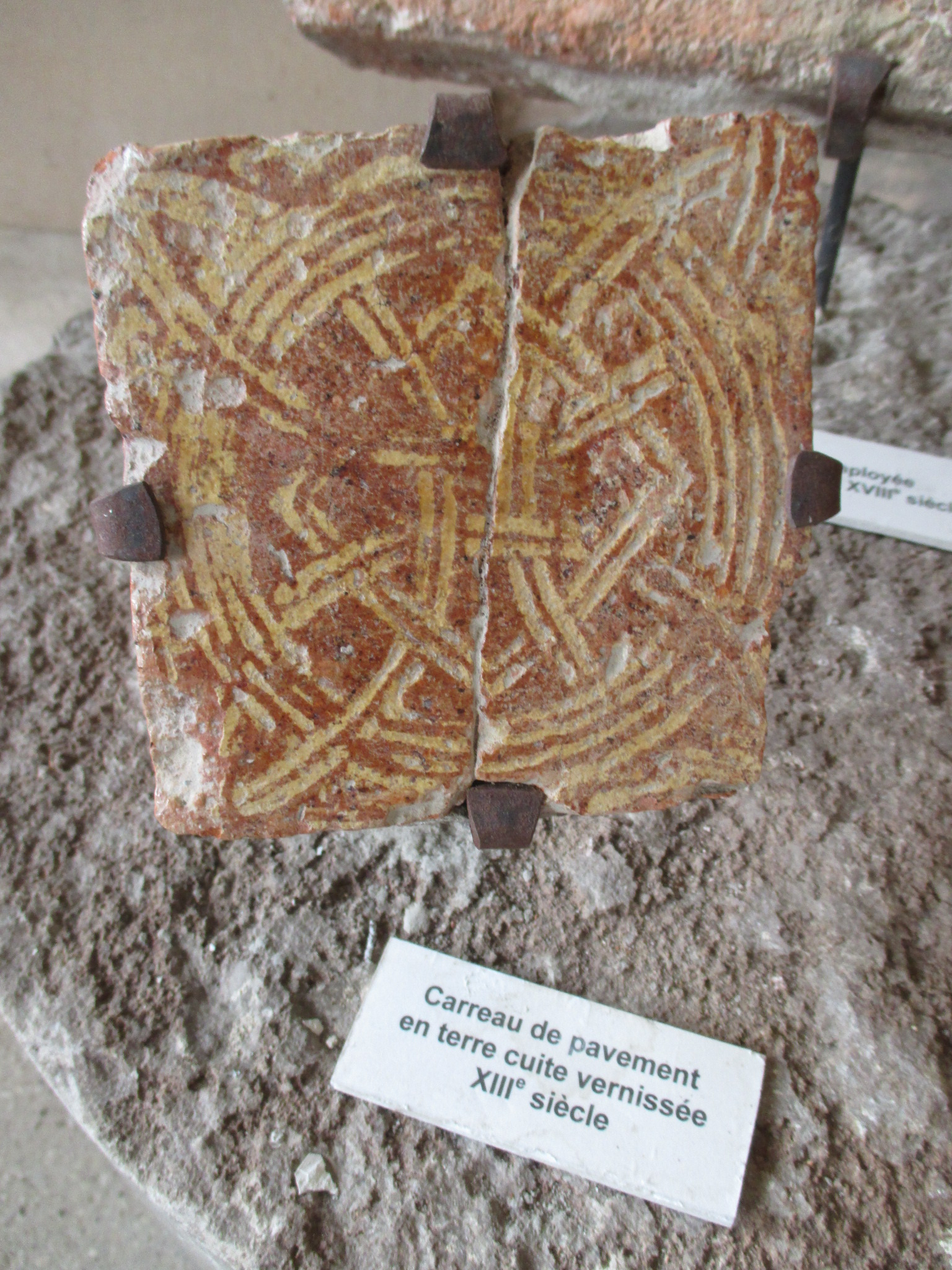
Carreau vernissé de l'abbaye de Cîteaux (XIIIe siècle).
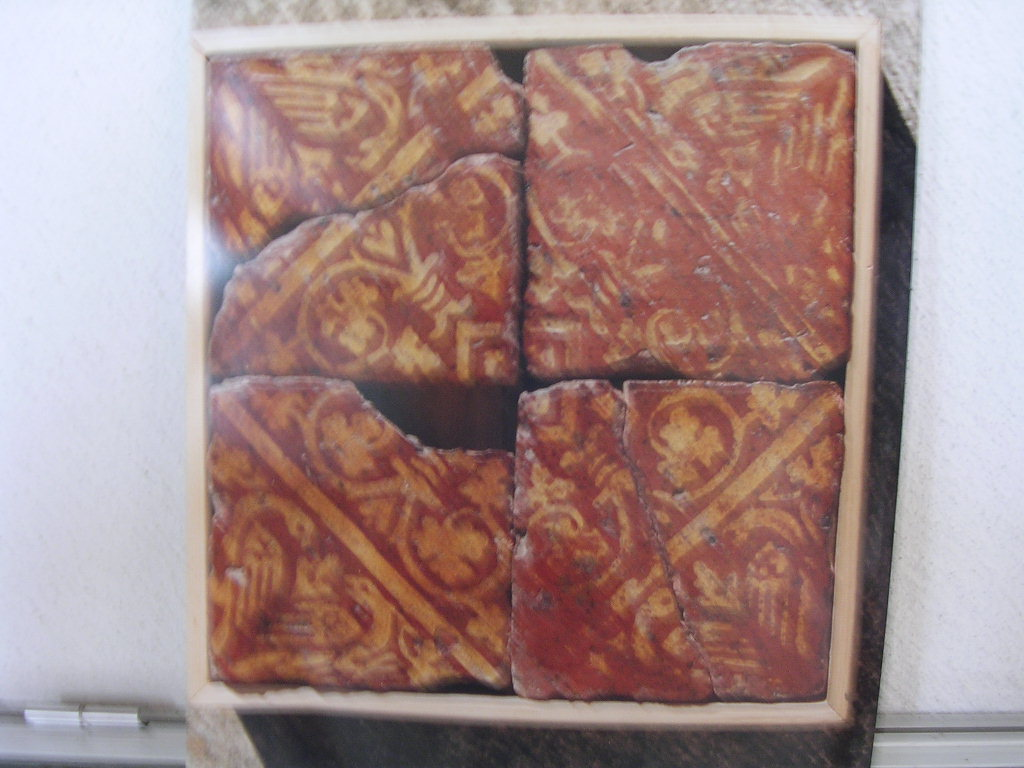
Carreau décoré, des vestiges de l'abbaye Notre-Dame de Tart (Côte-d'Or).

Le musée de l'abbaye de Cîteaux expose quelques vestiges de carreaux vernissés décorés de motifs, usés par le temps. De même une partie subsistante d'un des deux anciens cloîtres de l'abbaye montre un exemple rare de mur en briques vernissées à motifs bourguignons. L’Hôtel-Dieu de Tonnerre, fondé par la comtesse Marguerite de Bourgogne-Tonnerre, est recouvert de tuile de Bourgogne vers 1295. Les motifs sont différents suivant la manière dont on dispose les tuiles sur les toits. L'utilisation de ces tuiles se développe en Bourgogne au début du XIVe siècle. Elles sont réservées aux plus riches bâtiments (les toits plus modestes étant traditionnellement recouverts de bois (bardeau, tavaillon), chaume, lave de Bourgogne, ardoise…).
Les toitures en tuiles plates vernissées existent en Île-de-France et en Normandie dès la fin du XIIe siècle. 

## Fabrication
Les tuiles en terre cuite sont enduites d’une glaçure alcaline à base de sel (chimie) et de plomb ou d'étain, et prennent leur couleur avec la cuisson au four. On les appelle aussi des tuiles plombées ou glaçurées. À la suite d'une seconde cuisson, les sels fondent et donnent l'aspect glacé. En mélangeant diverses formules de sel minéraux, on obtient les différentes teintes : jaune, orange, vert, rouge, brun foncé.
En France, quelques entreprises savent faire ce type de tuile : la tuilerie Blache à Loire-sur-Rhône, la tuilerie Aléonard à Pontigny, la tuilerie Laurent à Thil-la-Ville, commune de Nan-sous-Thil.

## Quelques toits polychromes vernissés à motifs en Bourgogne

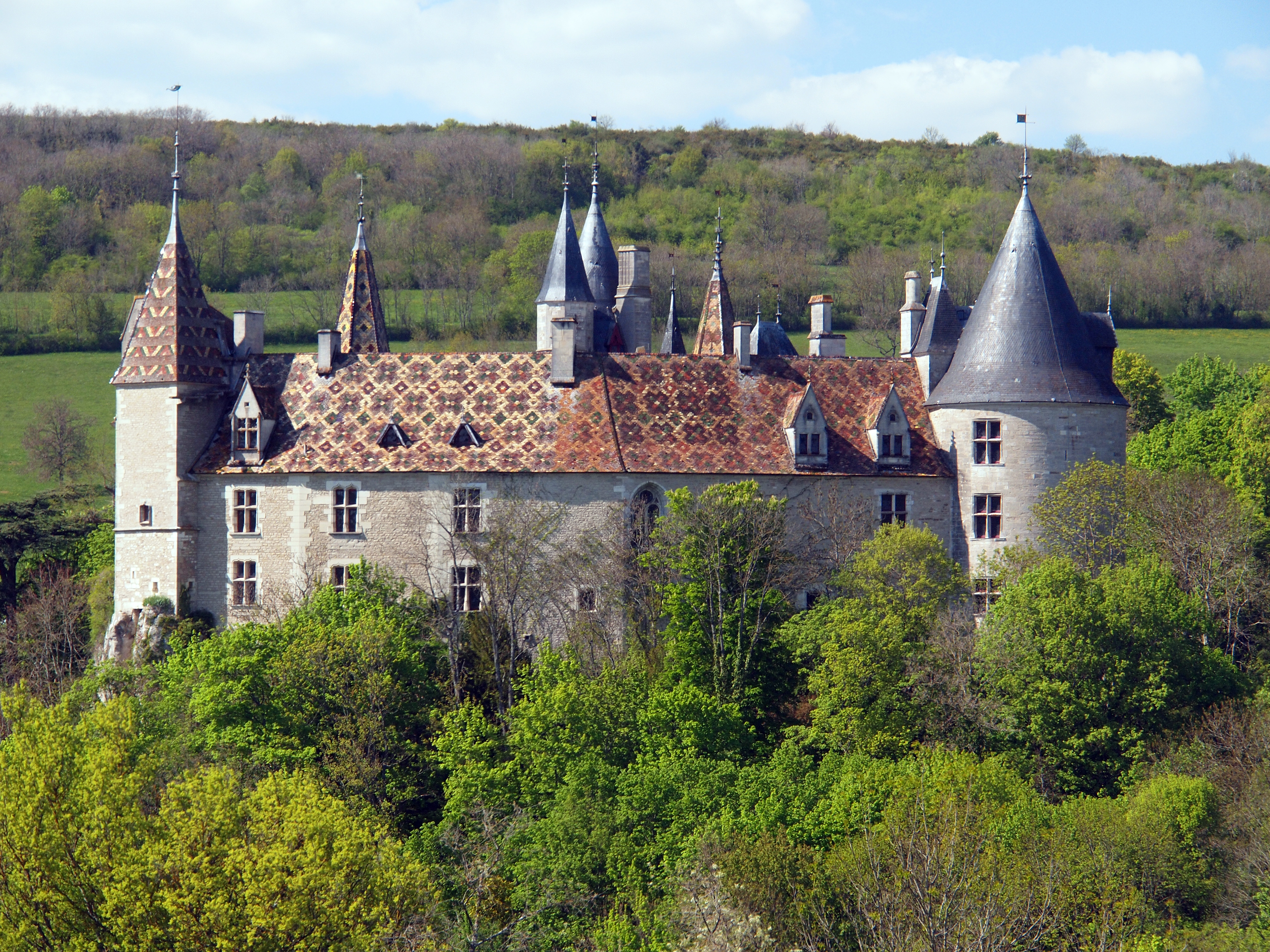
Château de La Rochepot (Côte-d'Or).
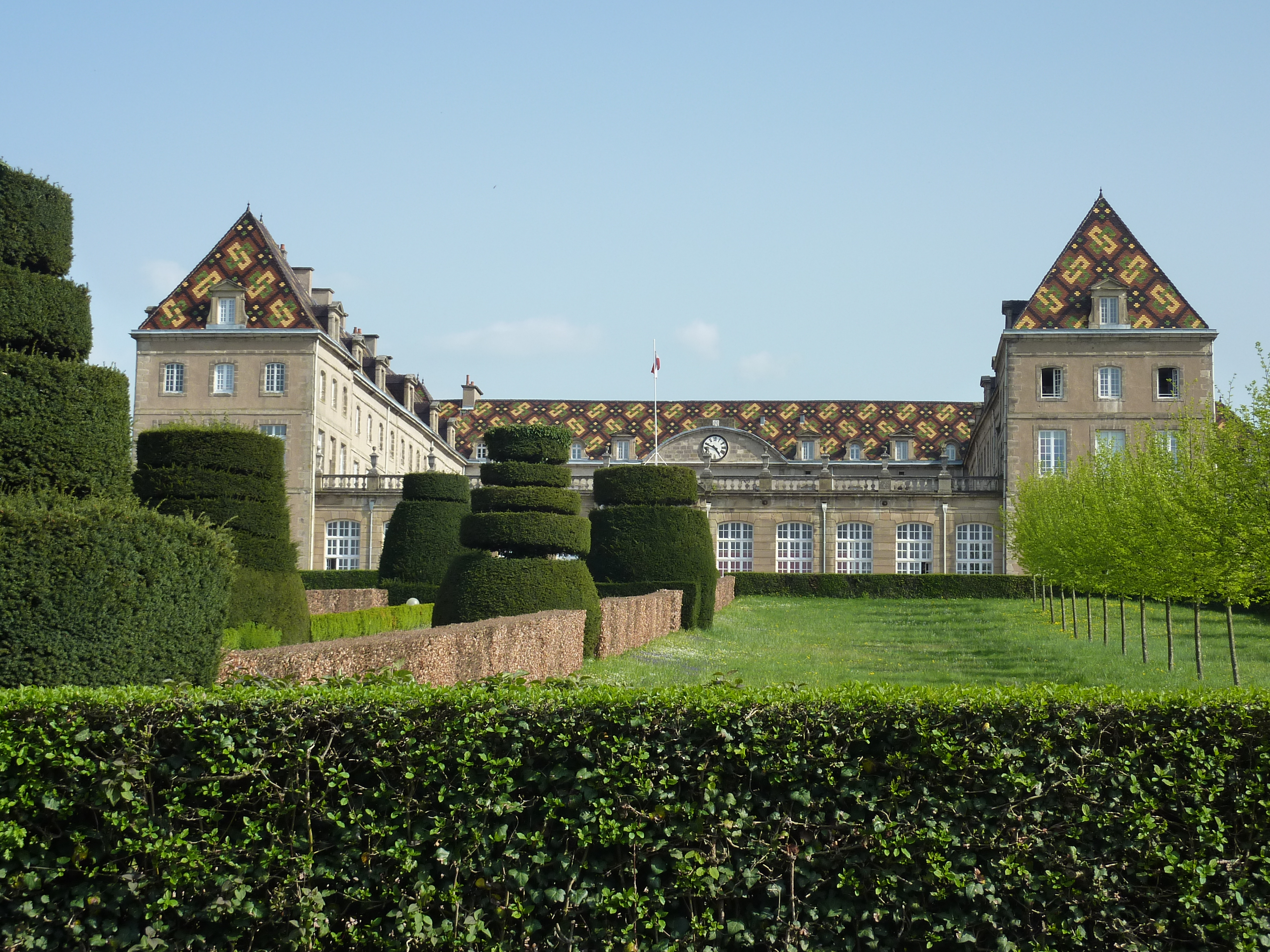
Lycée militaire d'Autun (Saône-et-Loire).
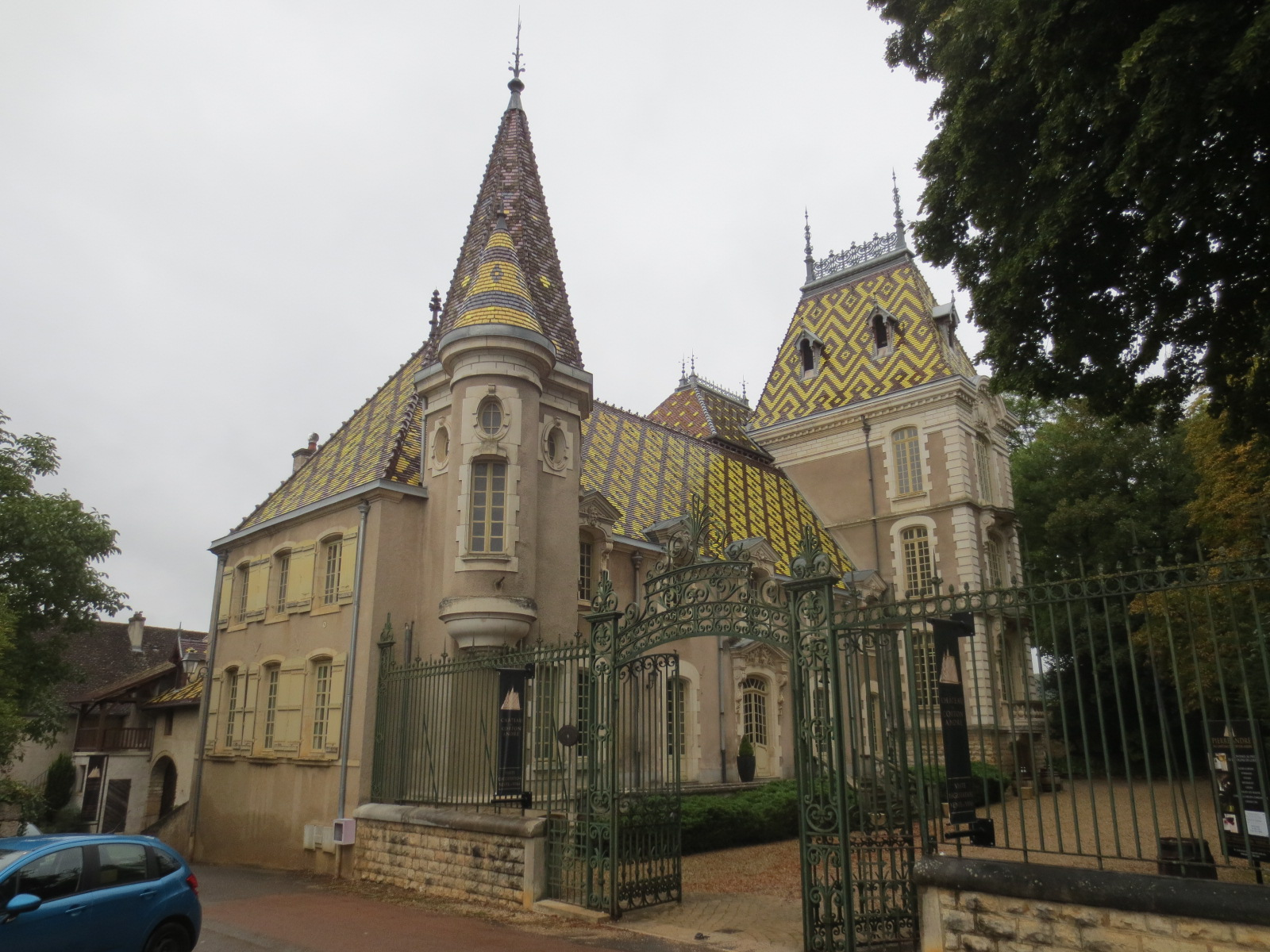
Château Corton C. (Côte-d'Or).
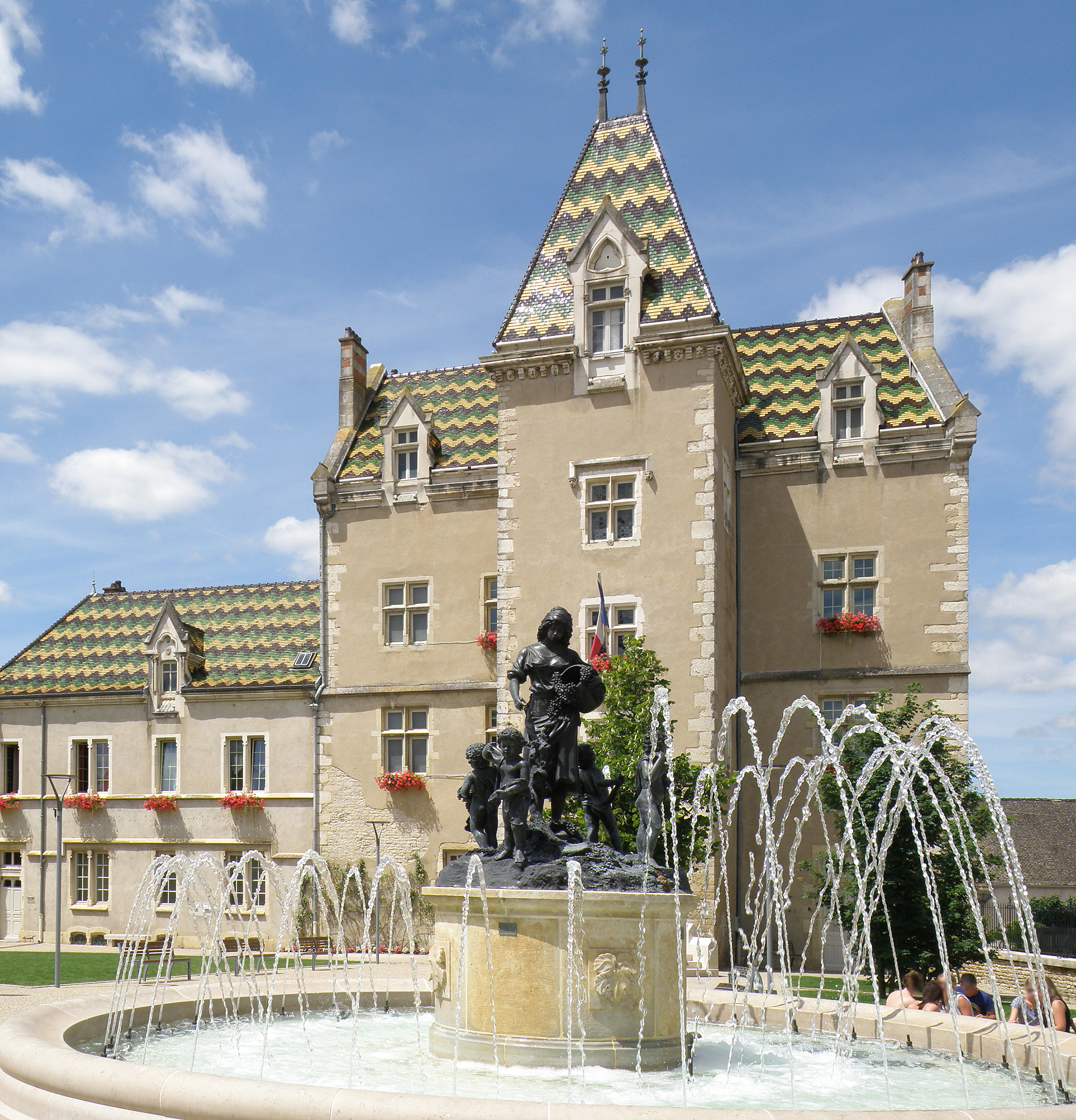
Hôtel de ville de Meursault (Côte-d'Or).
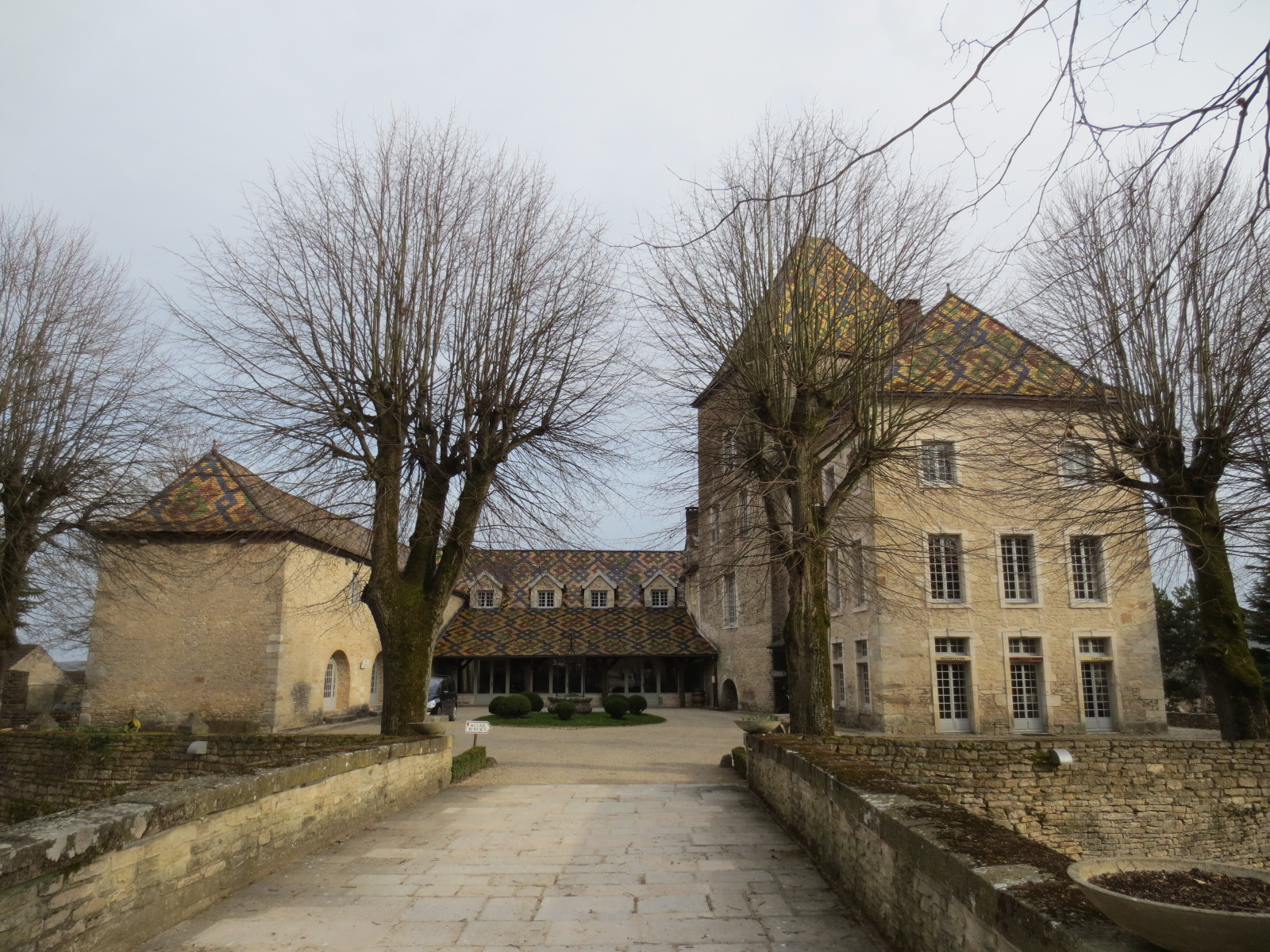
Château de Santenay (Côte-d'Or).
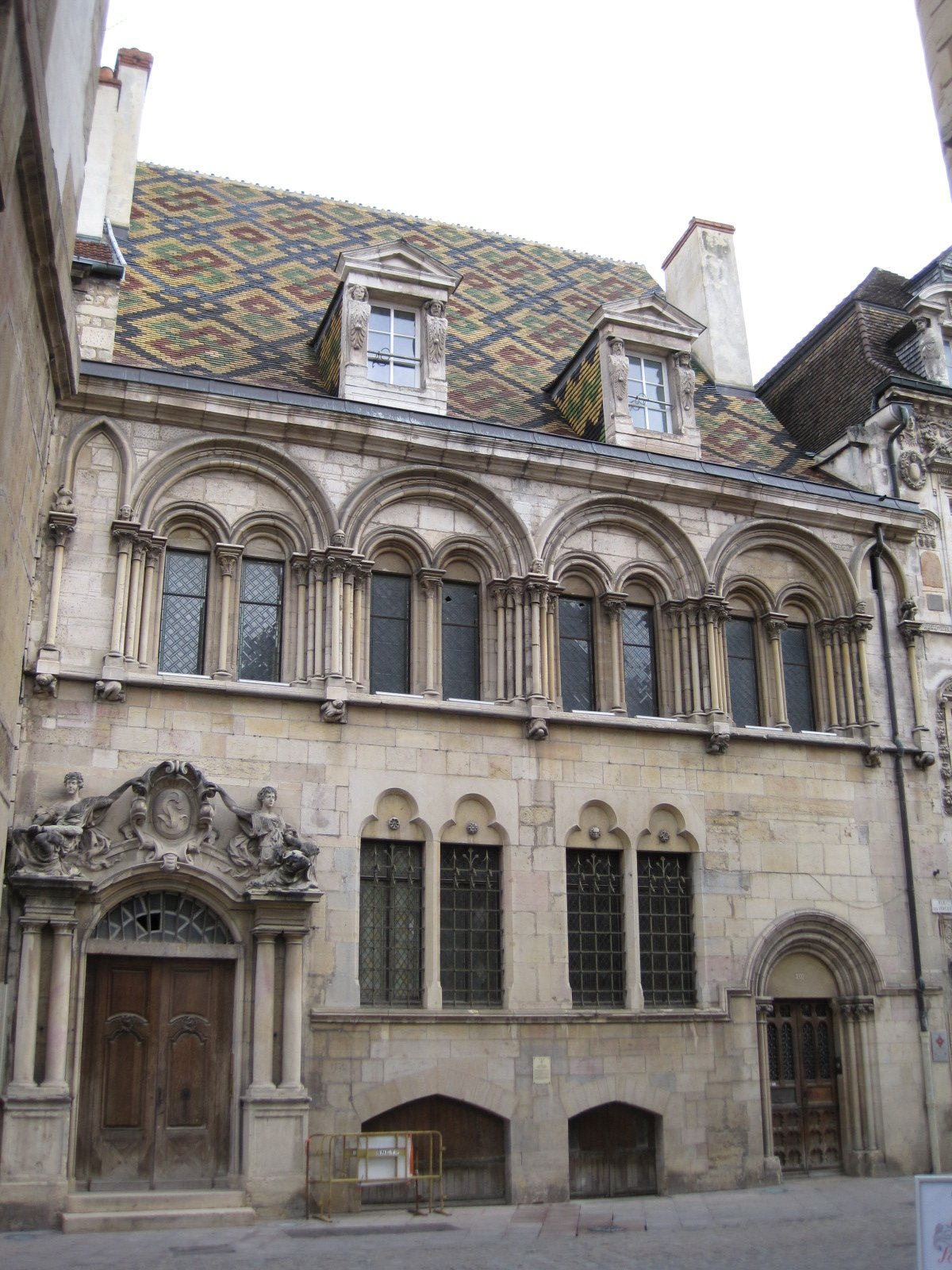
Hôtel particulier d'Aubriot à Dijon (Côte-d'Or).
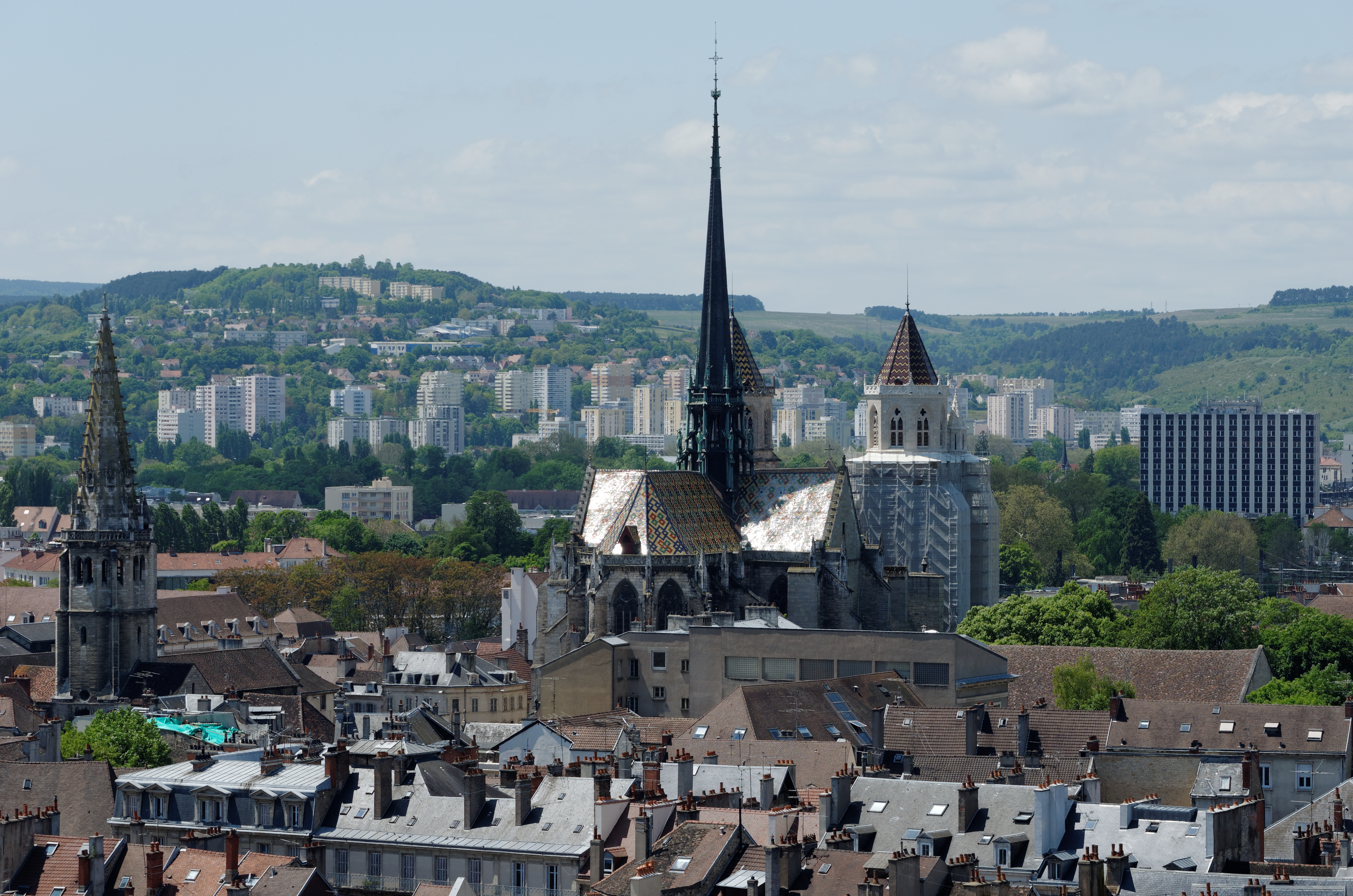
Cathédrale Saint-Bénigne de Dijon (Côte-d'Or).
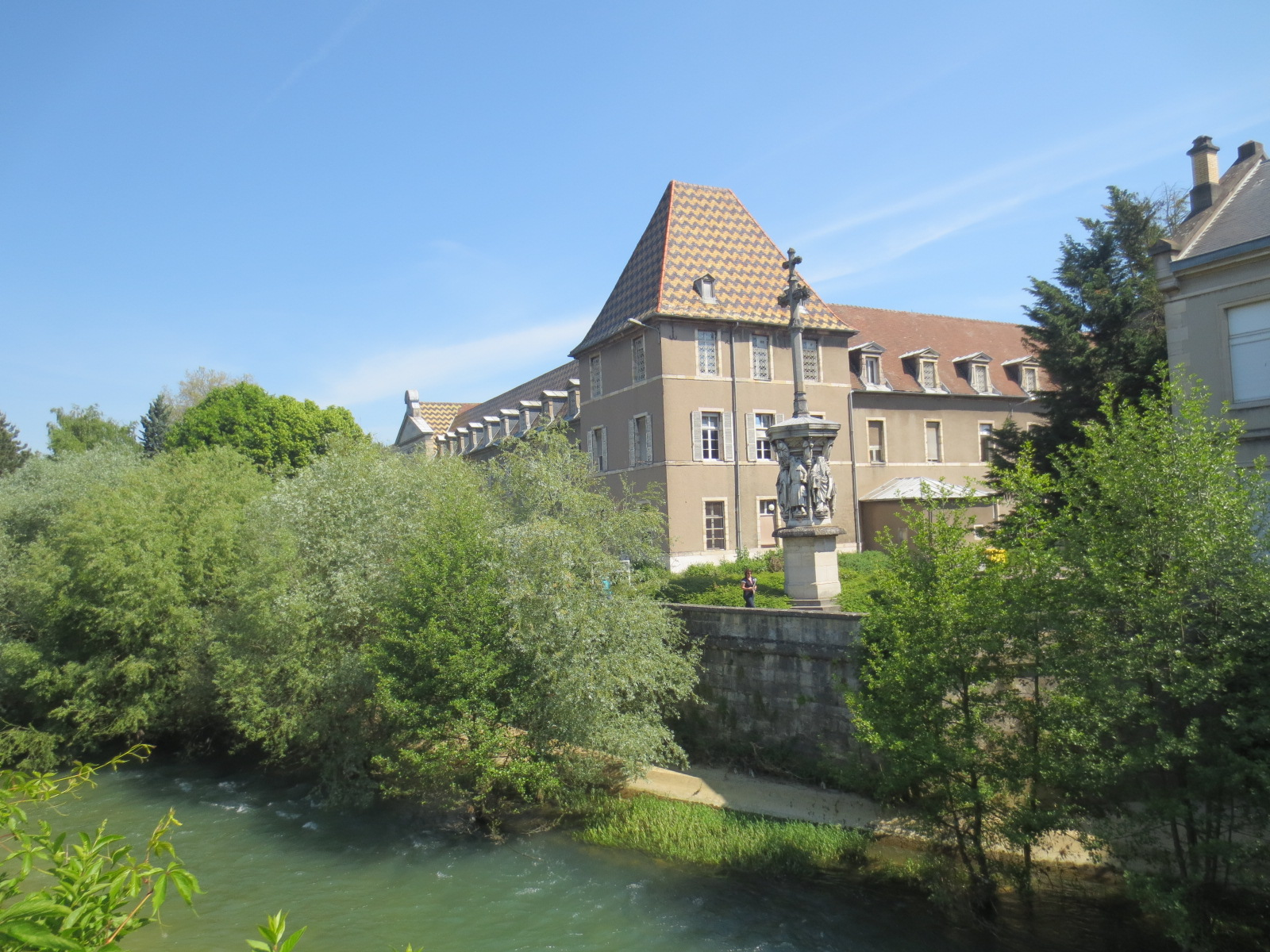
Hôpital général de Dijon (Côte-d'Or).
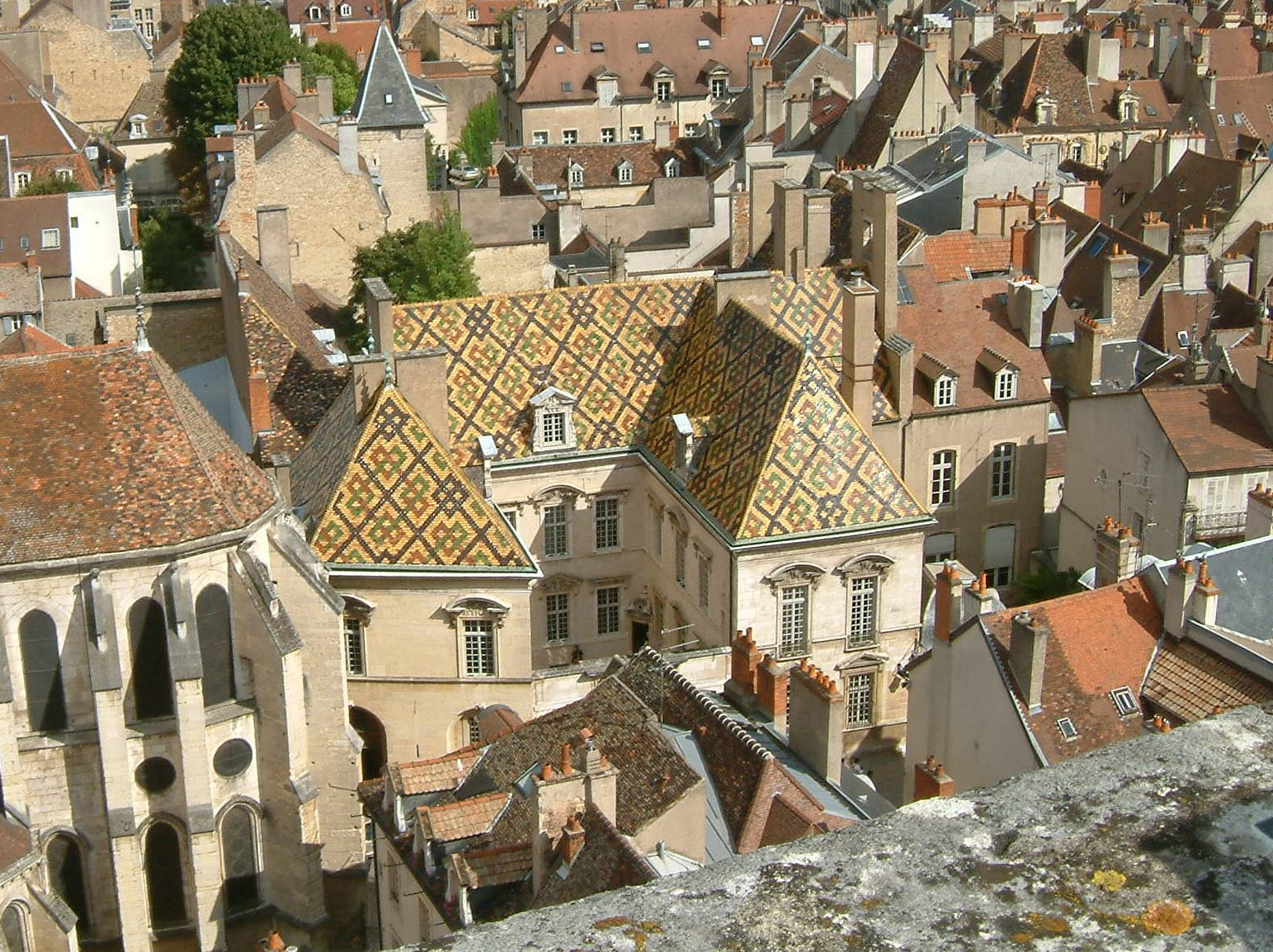
Hôtel de Vogüé à Dijon (Côte-d'Or).
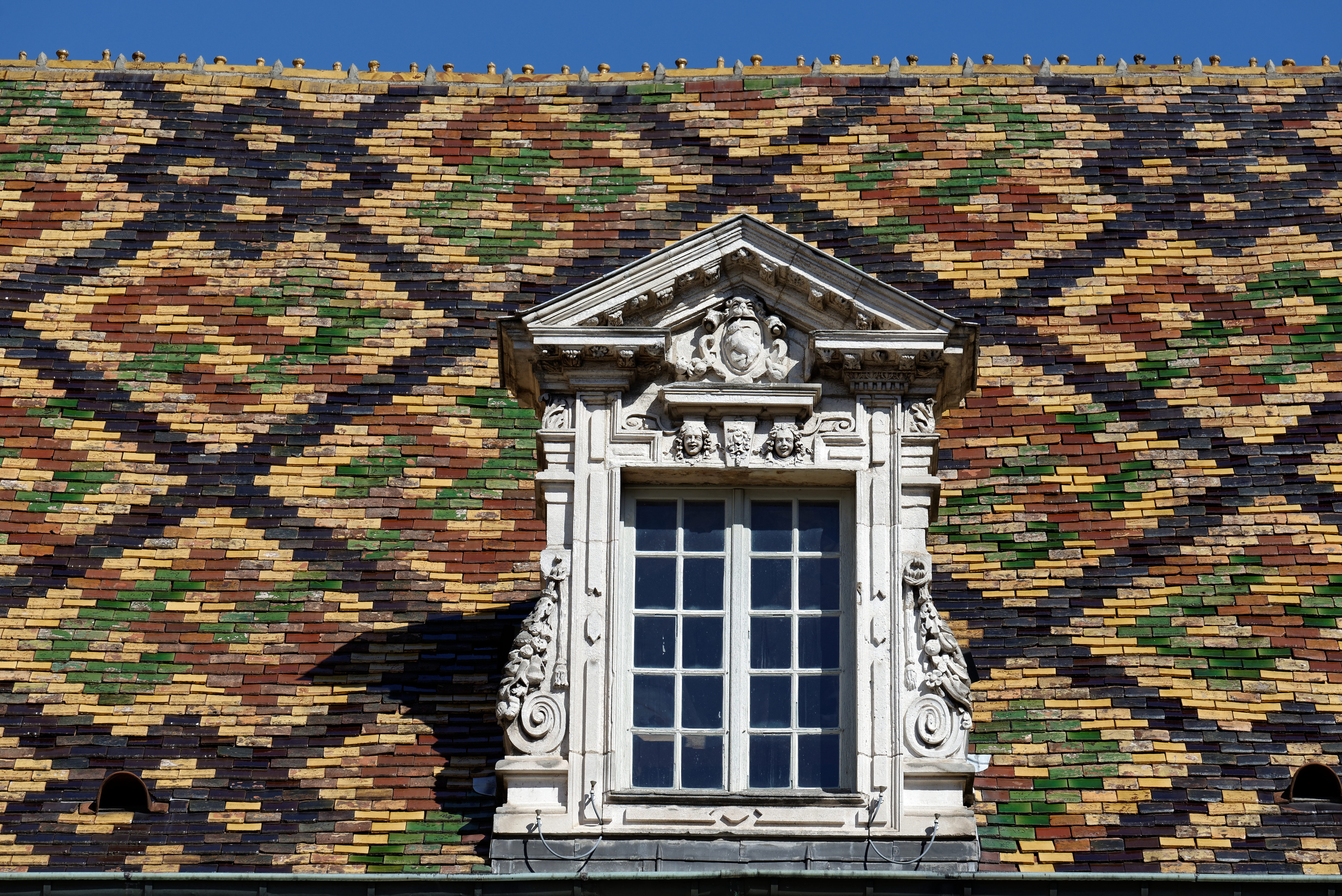
Hôtel de Vogüé à Dijon (Côte-d'Or).
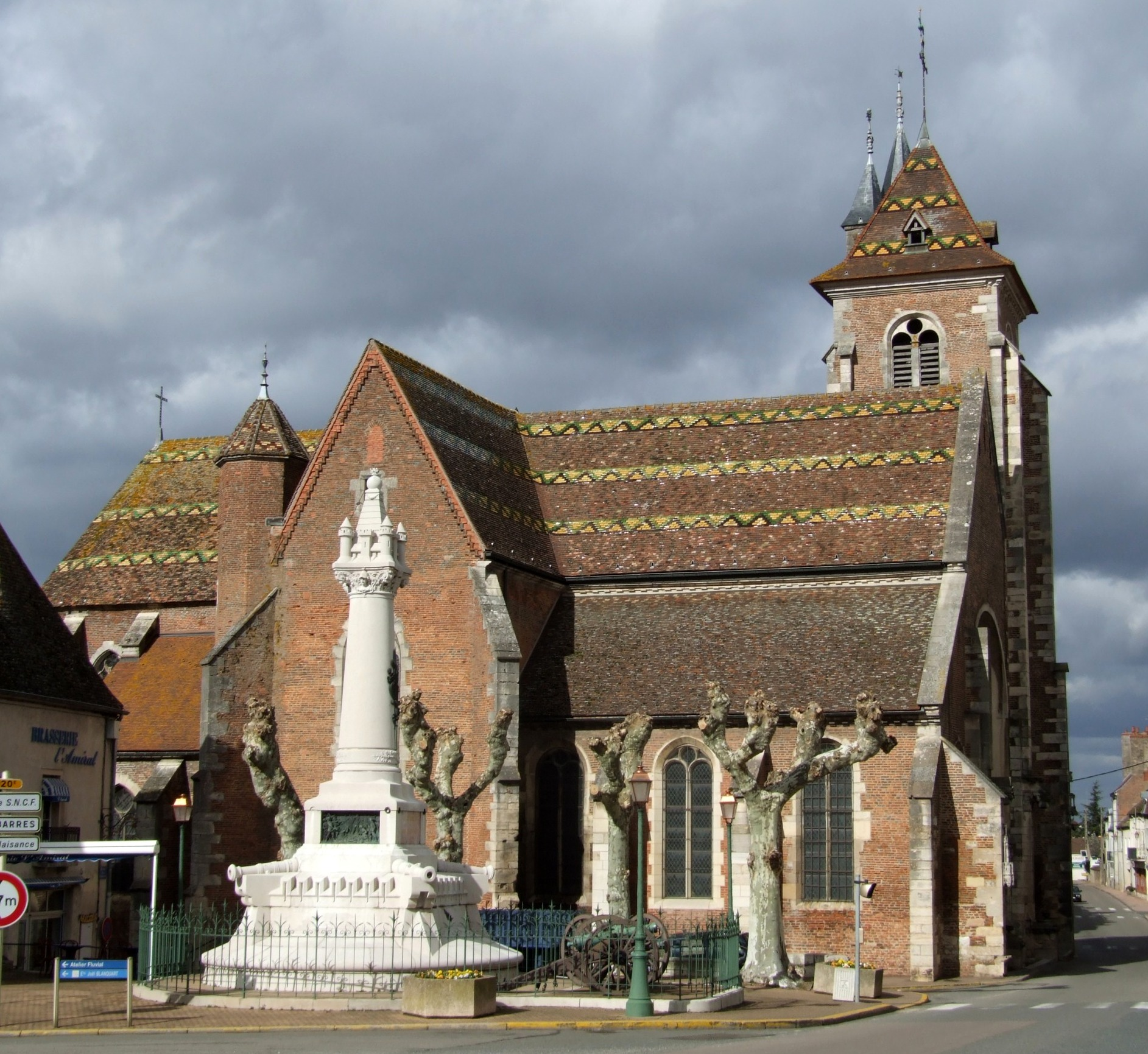
Église Saint-Jean-Baptiste de Saint-Jean-de-Losne (Côte-d'Or).
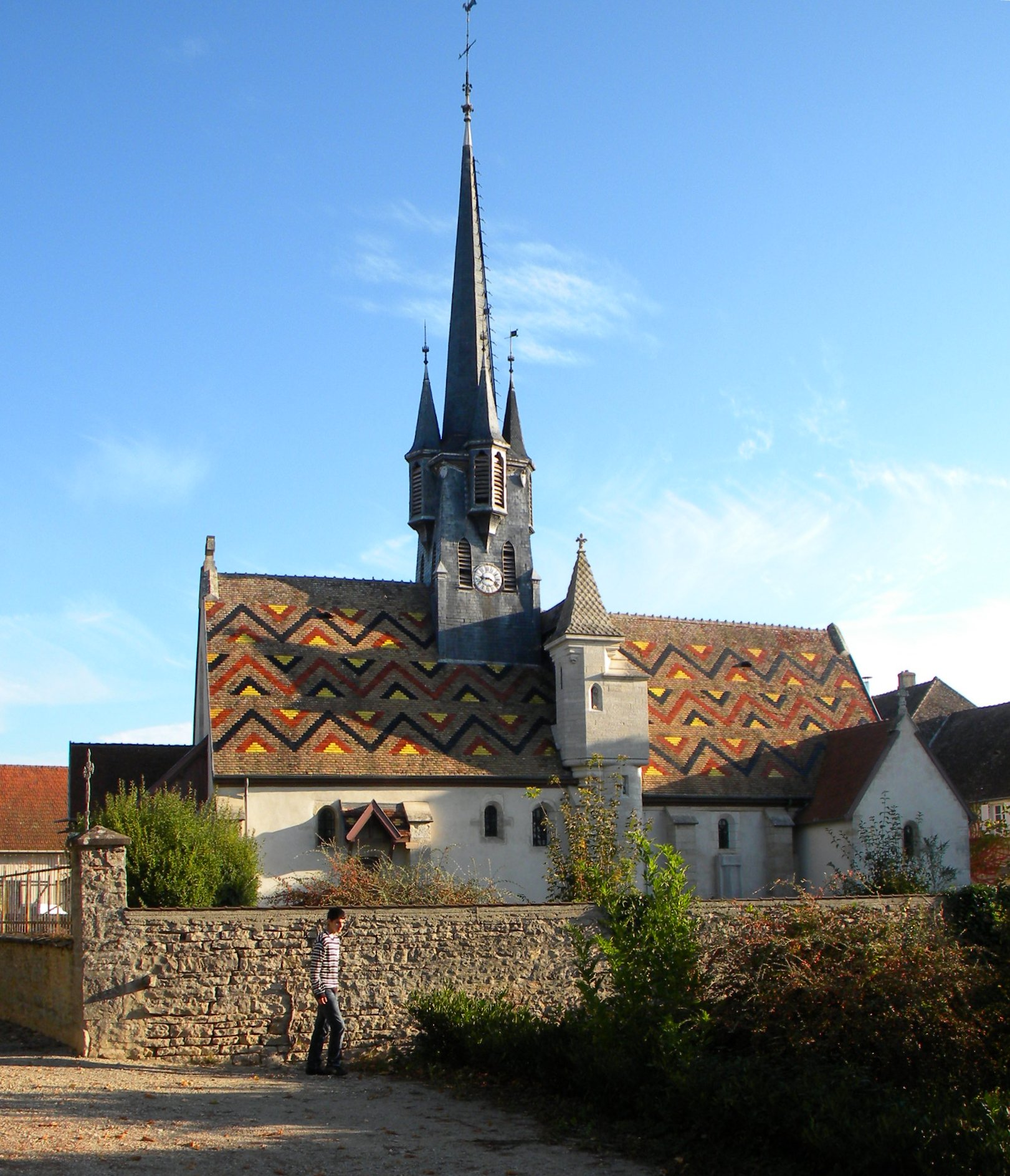
Église Saint-Léger de Ruffey-lès-Beaune (Côte-d'Or).
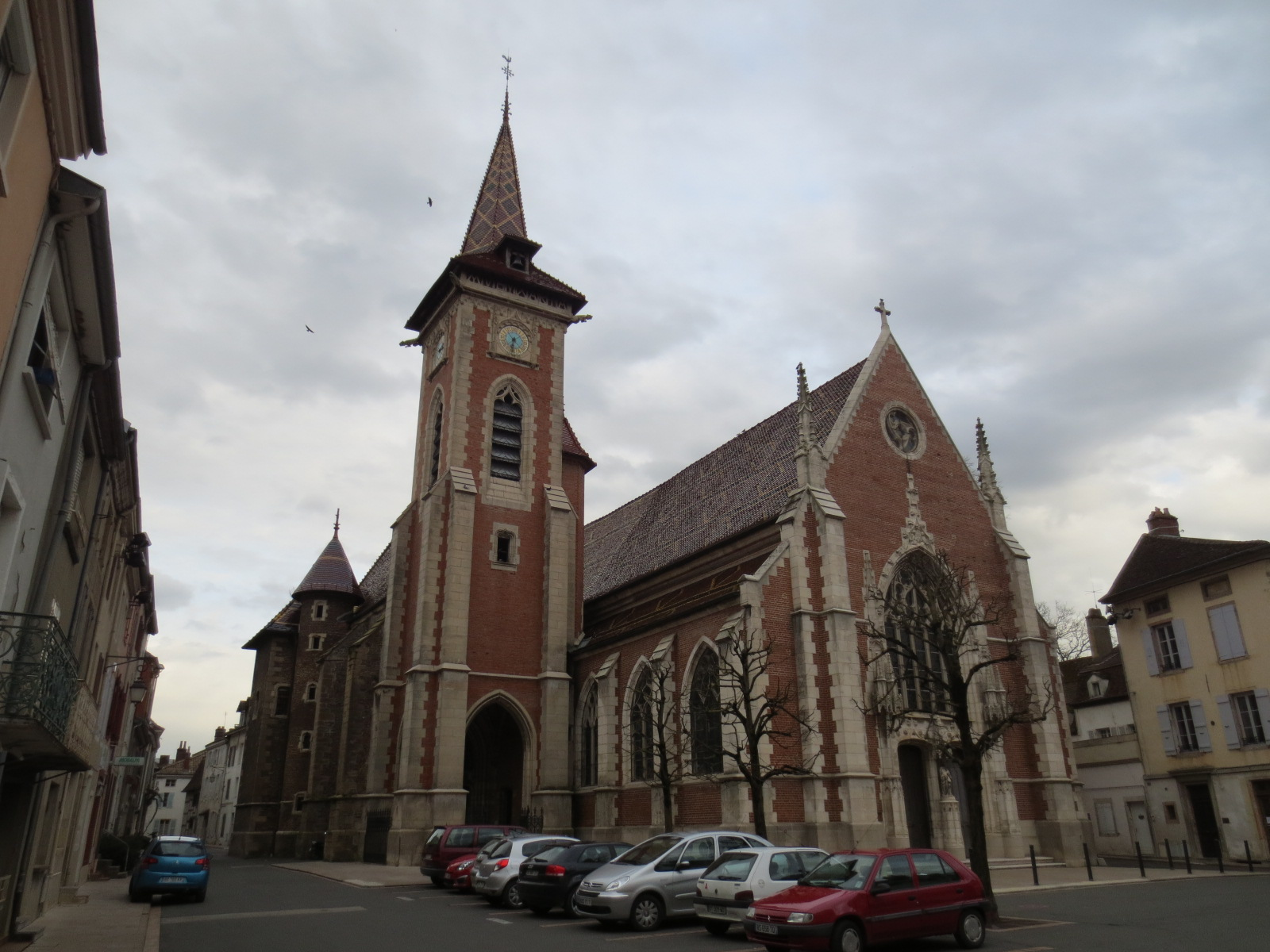
Église Saint-Pierre de Louhans (Saône-et-Loire).
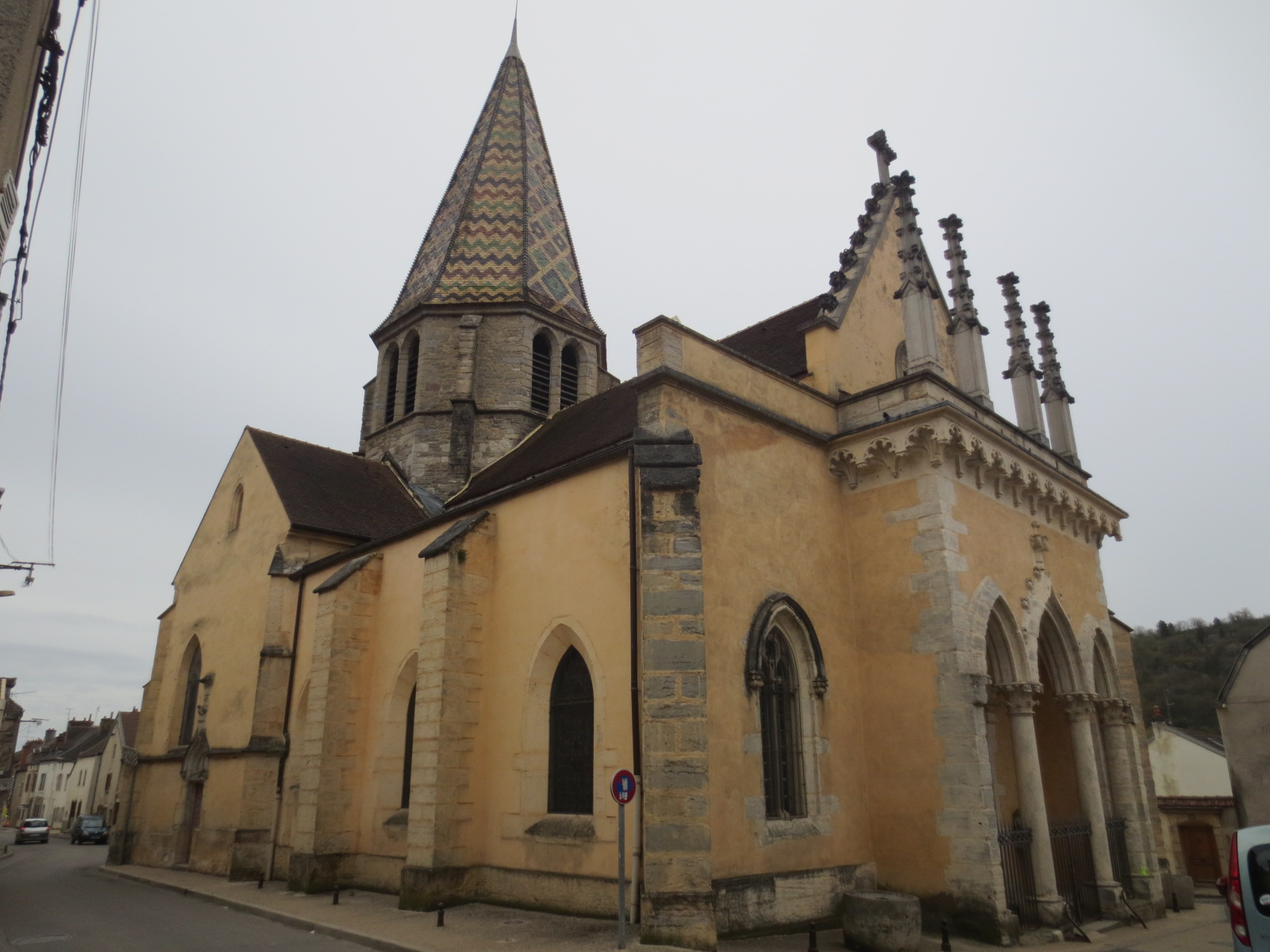
Église Saint-Baudèle de Plombières-lès-Dijon (Côte-d'Or).
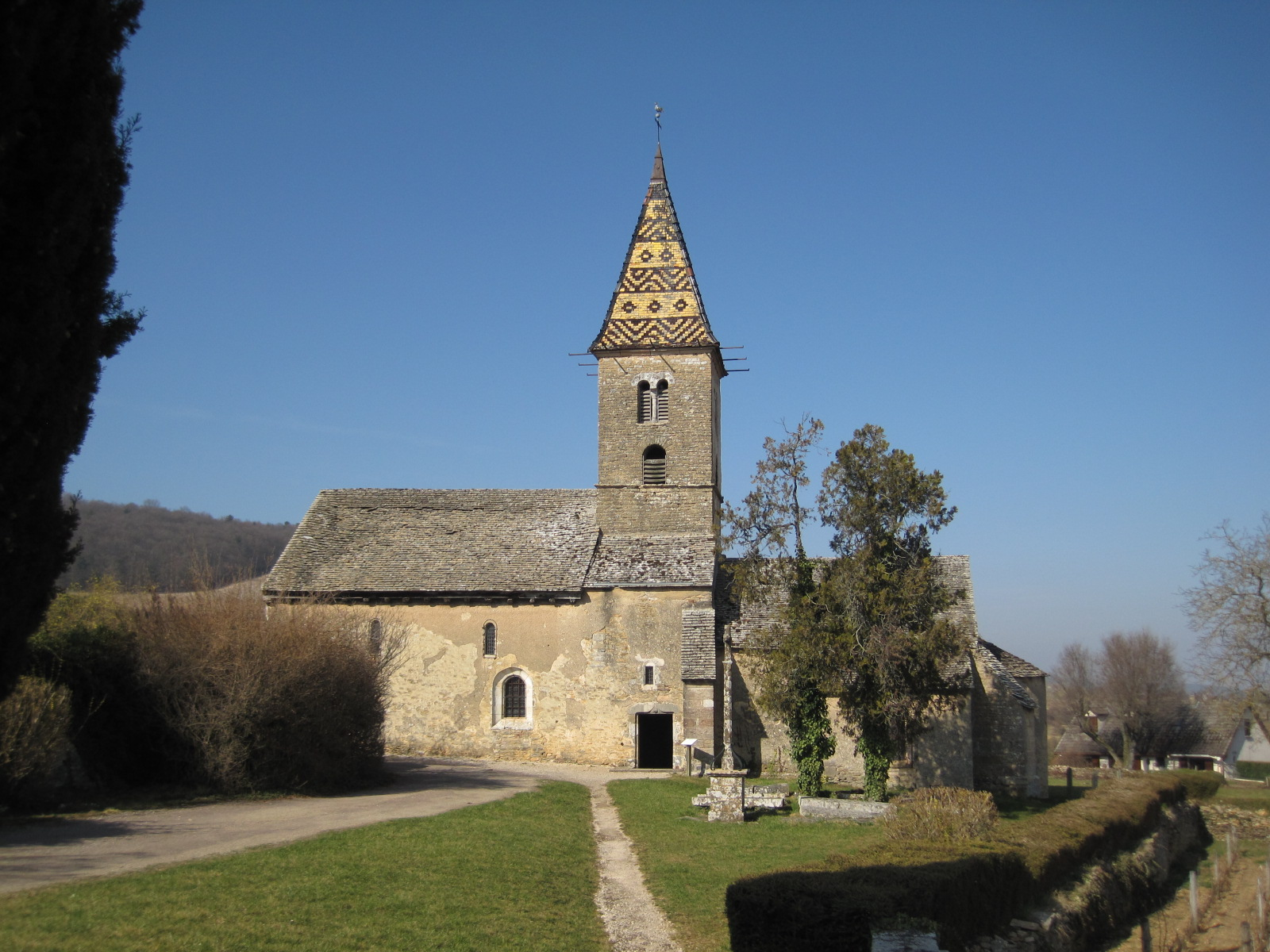
Église Saint-Antoine de Fixey (Côte-d'Or).
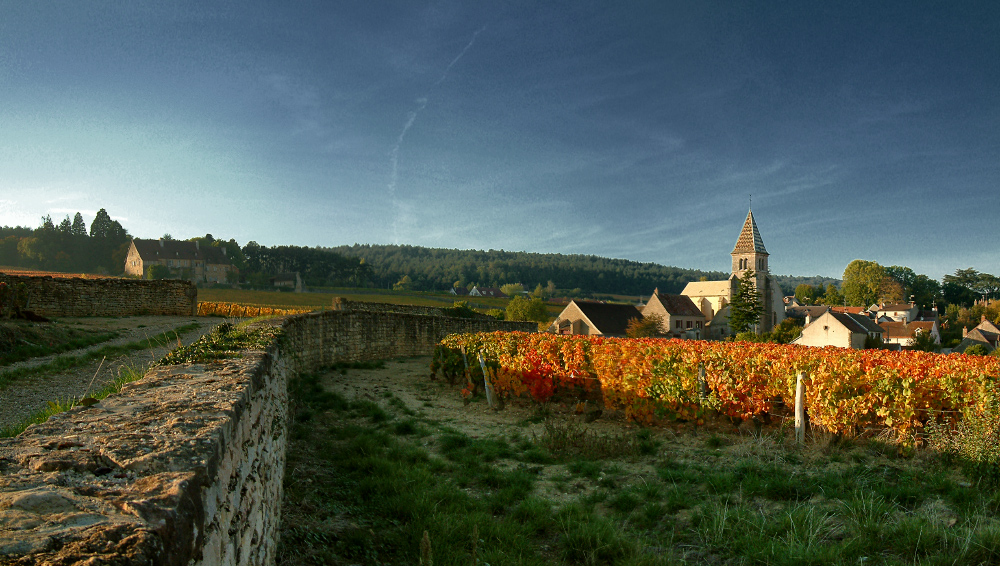
Église Saint-Martin de Fixin (Côte-d'Or).
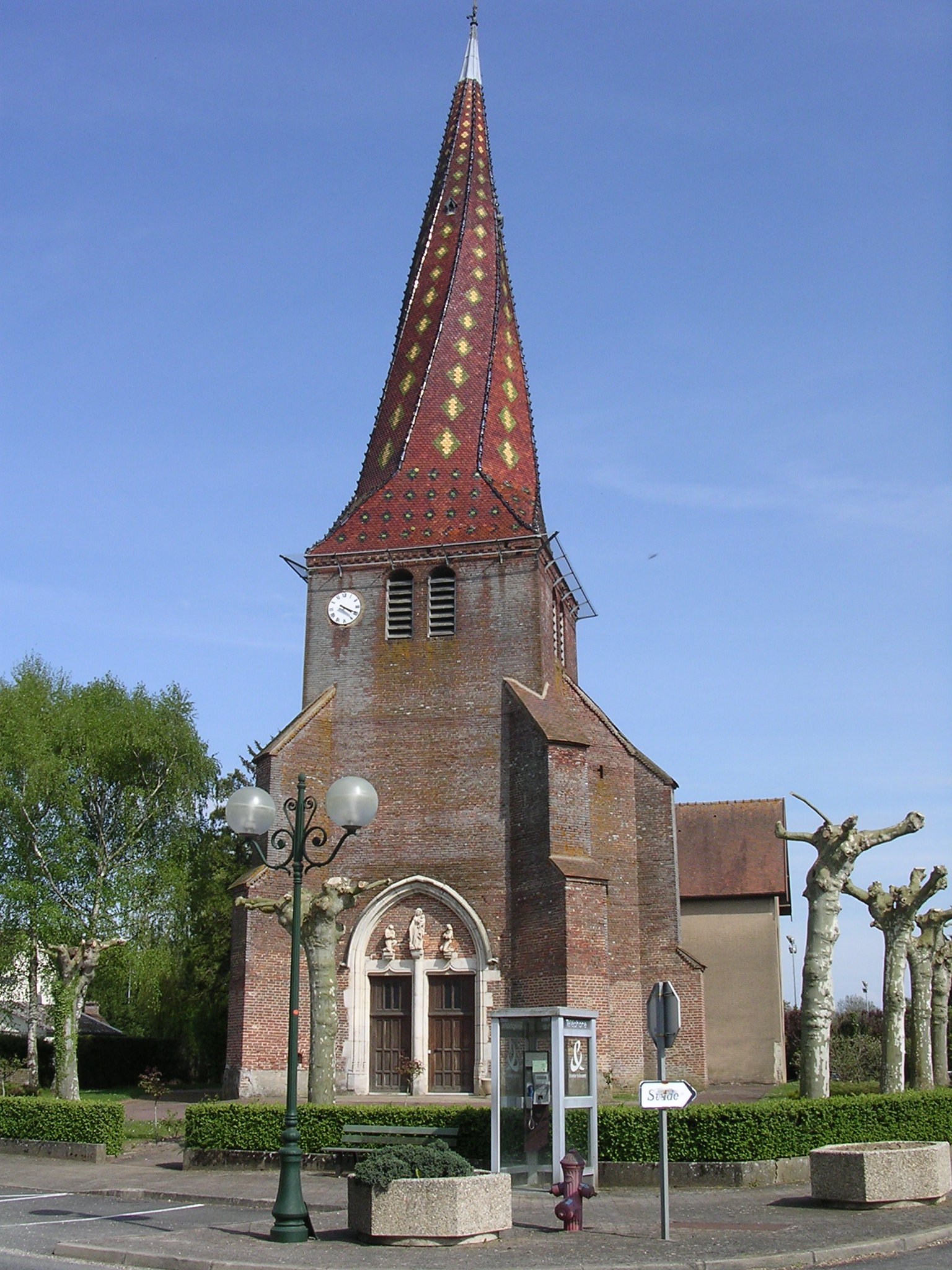
Église Saint-Maurice de Mervans (Saône-et-Loire).
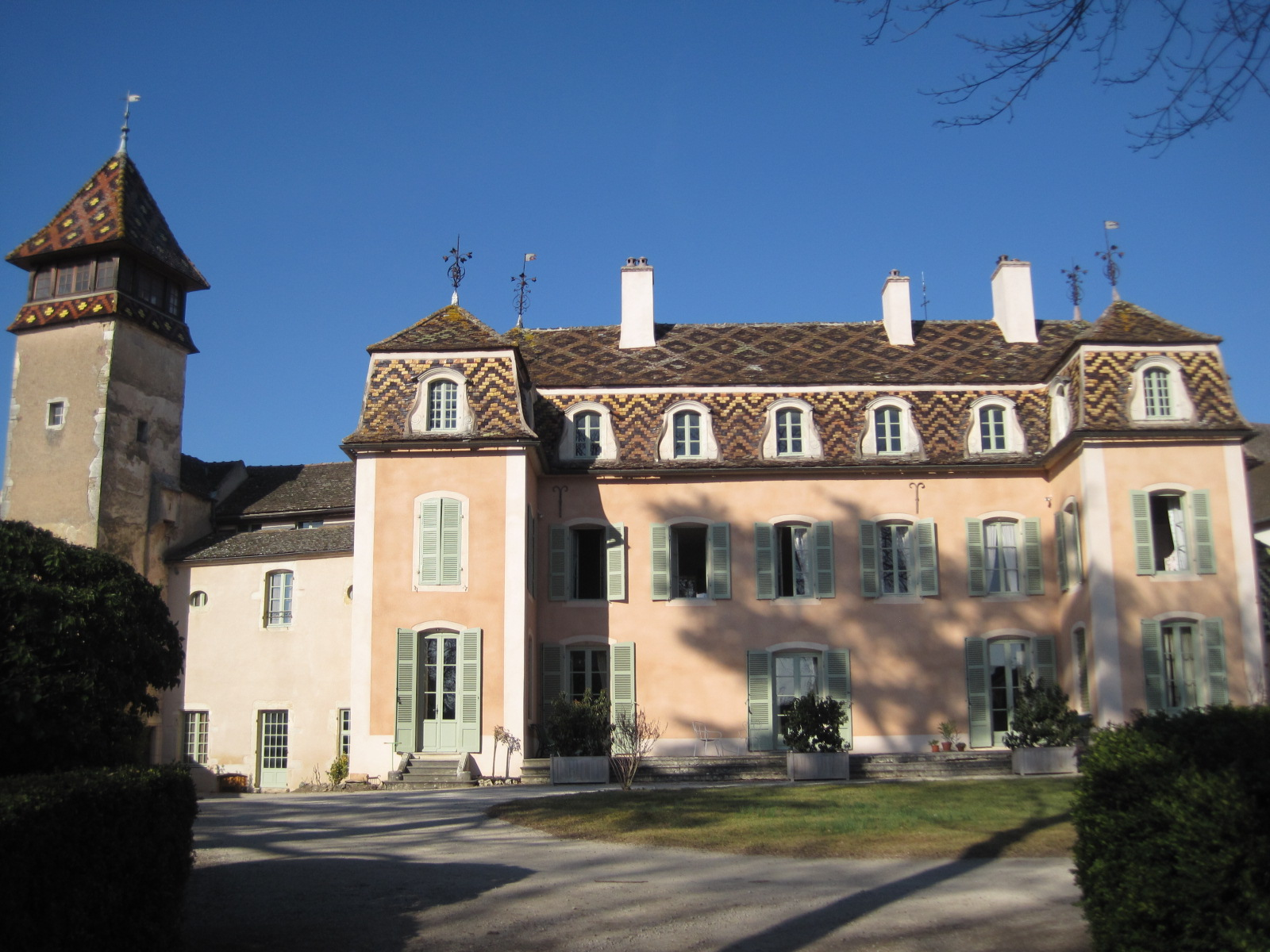
Château de Monthelie (Côte-d'Or).
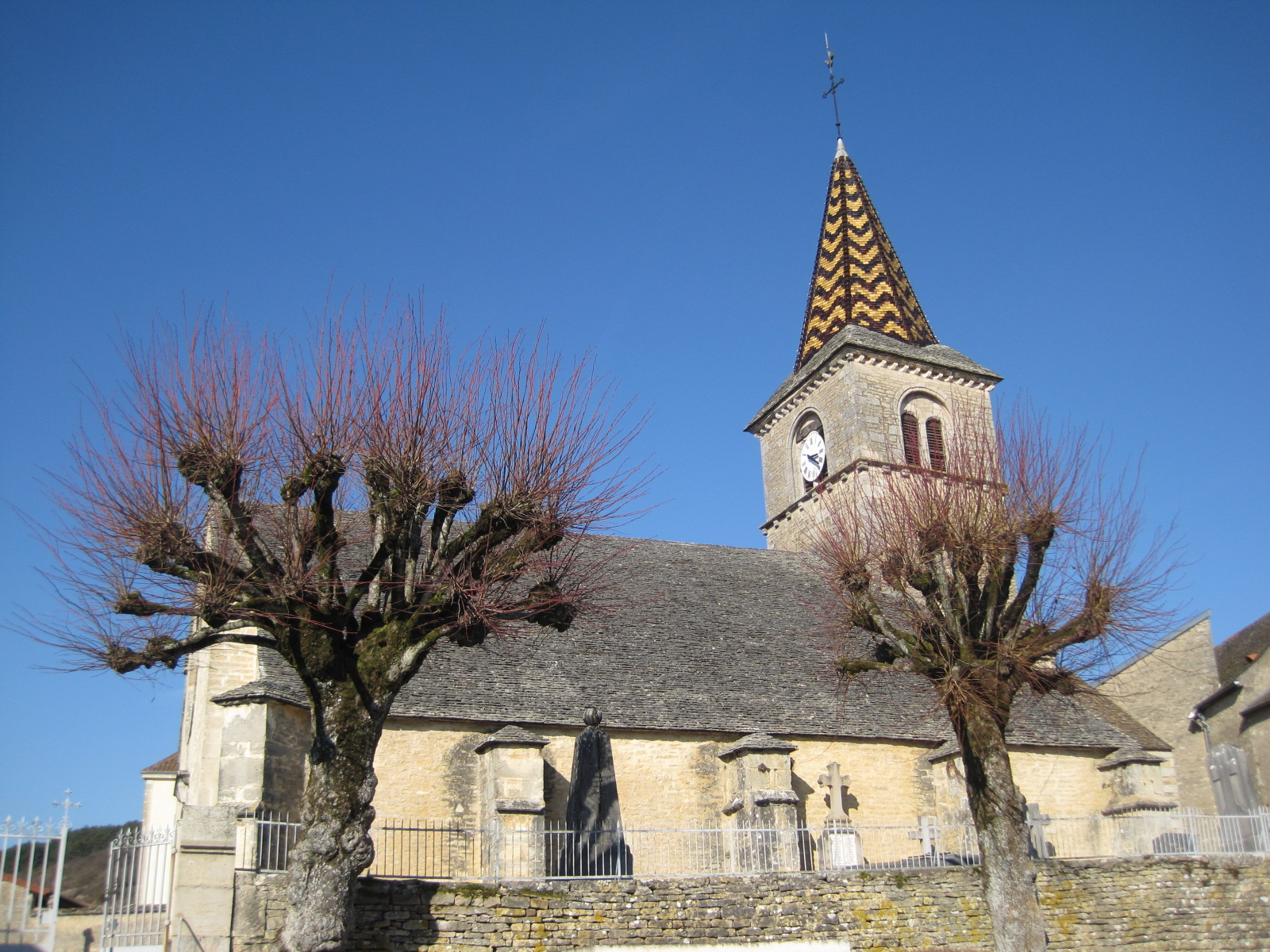
Église Saint-Germain-d'Auxerre de Monthelie (Côte-d'Or).

## Quelques toits vernissés à motifs hors de Bourgogne
Près de sept cents clochers de Franche-Comté, et d'ailleurs, sont également vernissés à motifs à partir du XVIIIe siècle et l'architecture traditionnellement alsacienne intègre des tuiles alsaciennes vernissées à motifs dans ses monuments.

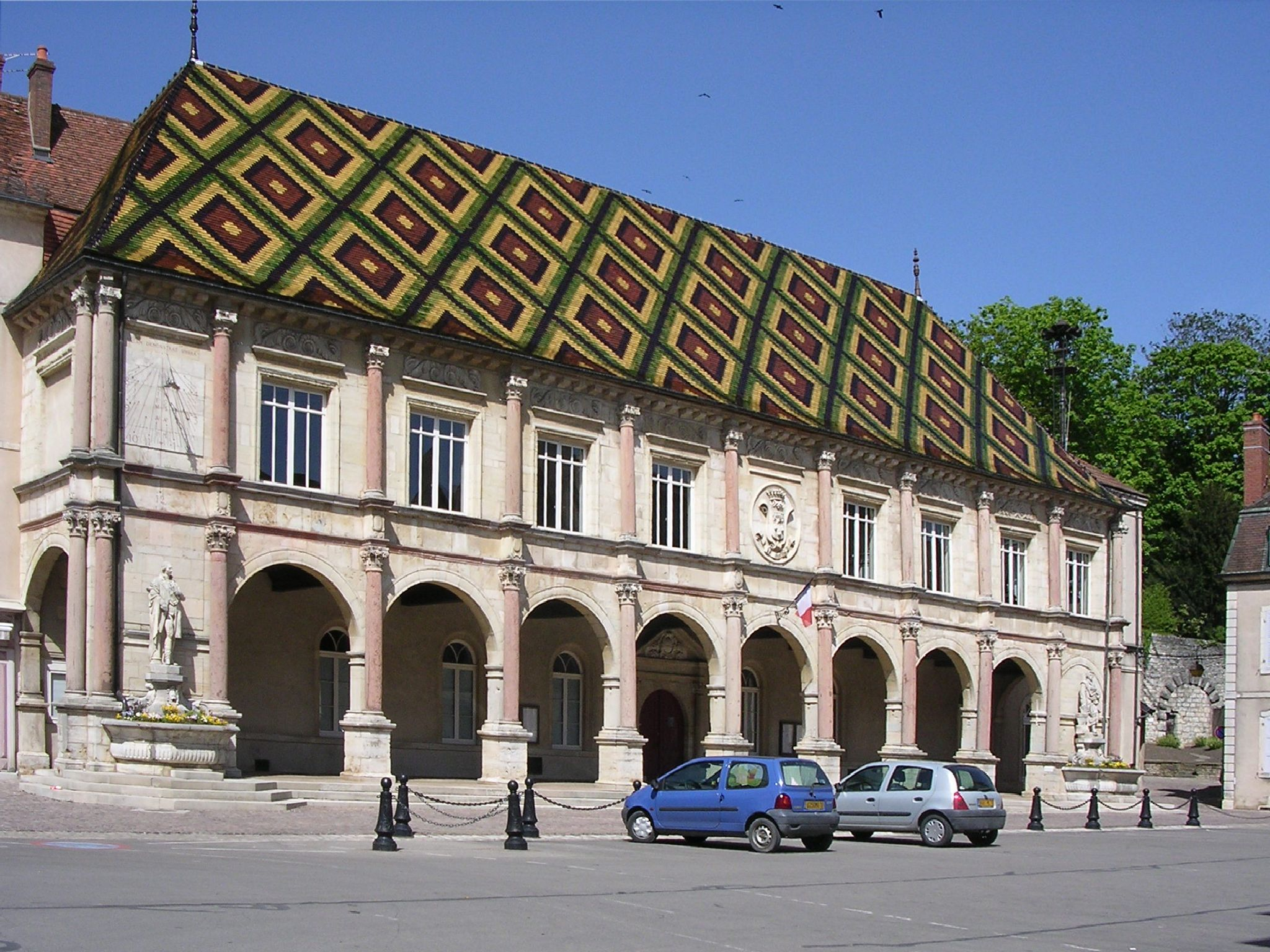
Hôtel de ville de Gray (Haute-Saône).
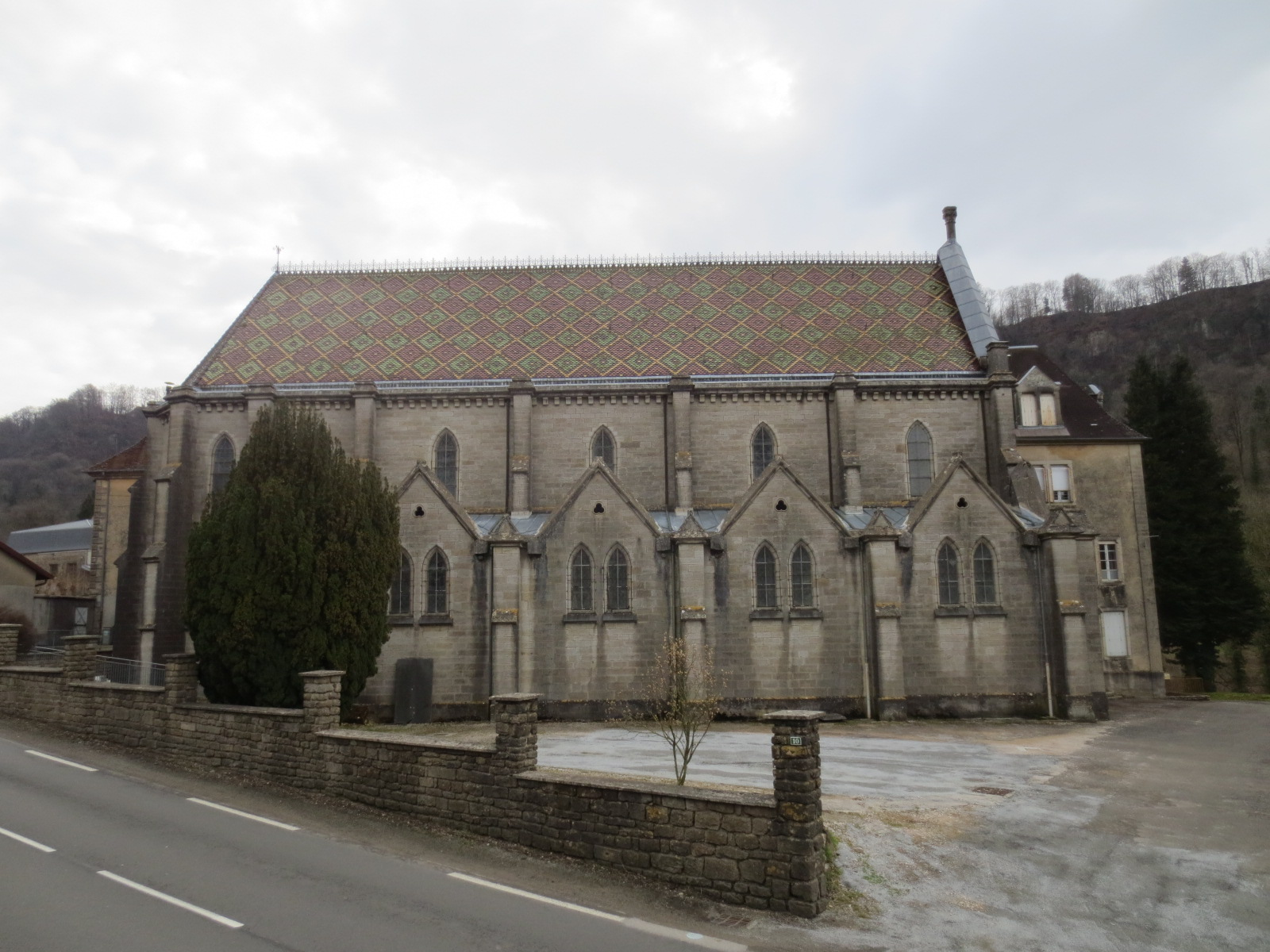
Prieuré de Vaux-sur-Poligny (Jura).
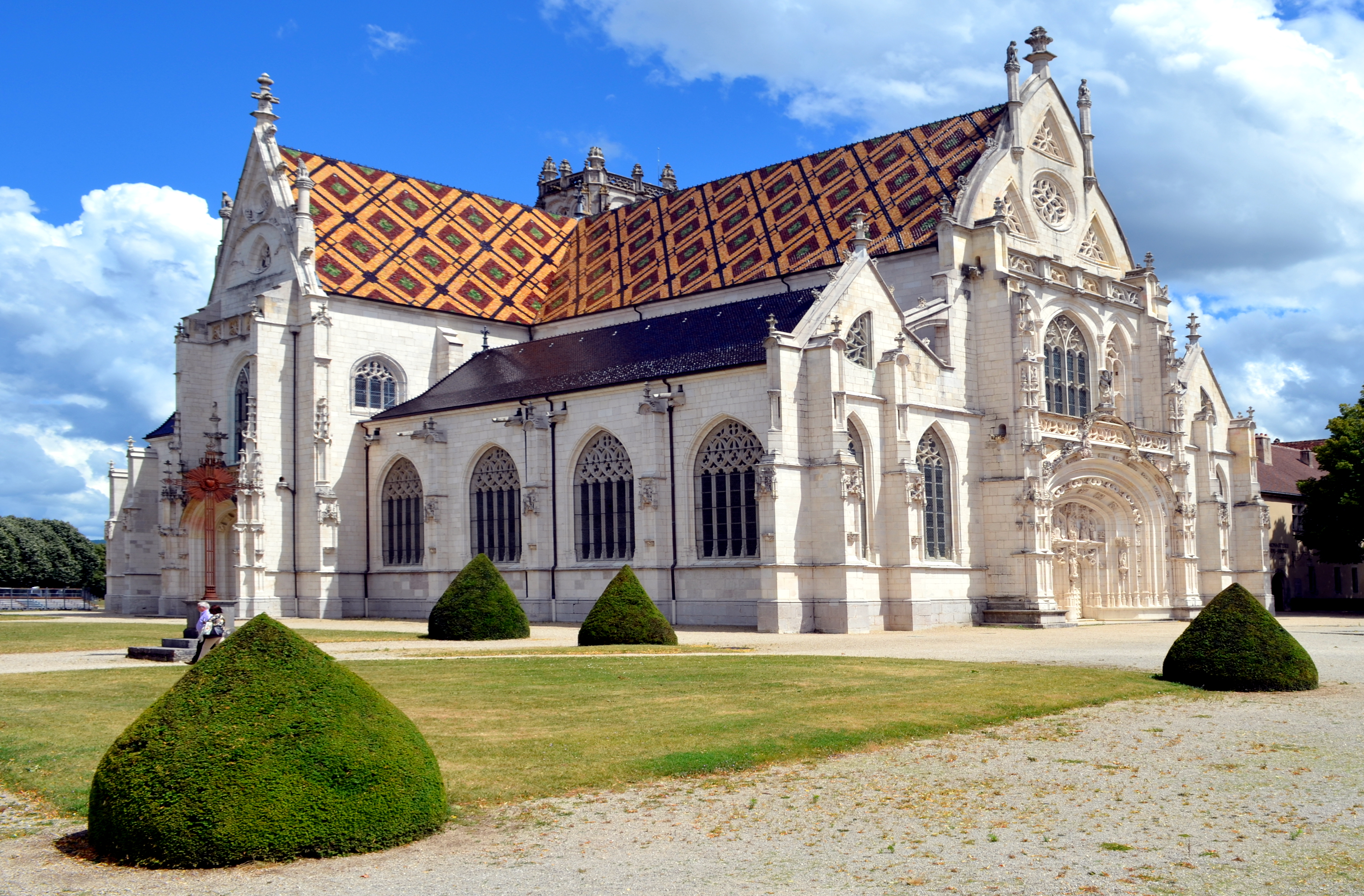
Monastère royal de Brou et église Saint-Nicolas-de-Tolentin de Brou (Ain).
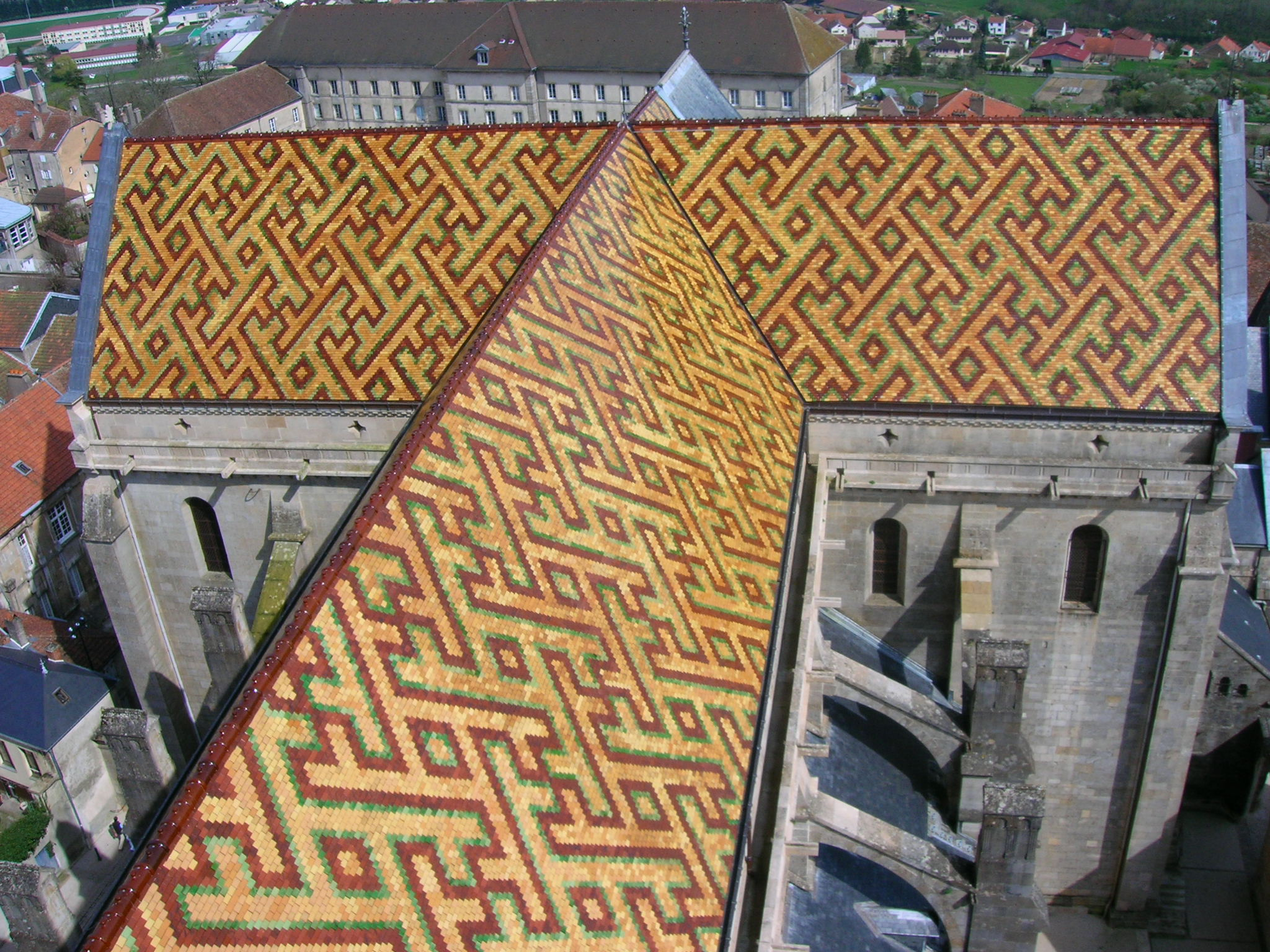
Cathédrale Saint-Mammès de Langres (Haute-Marne).
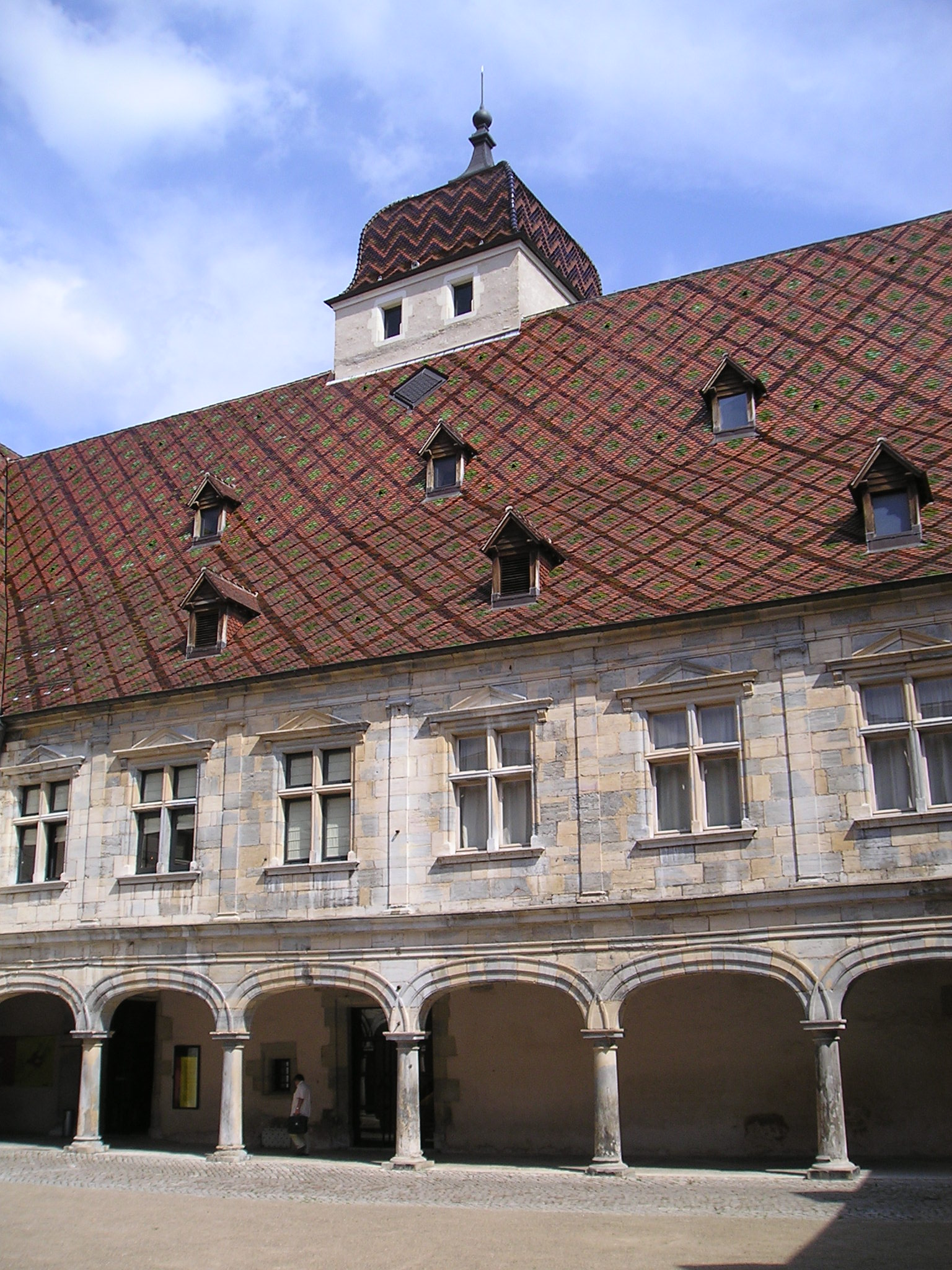
Palais Granvelle de Besançon (Doubs).
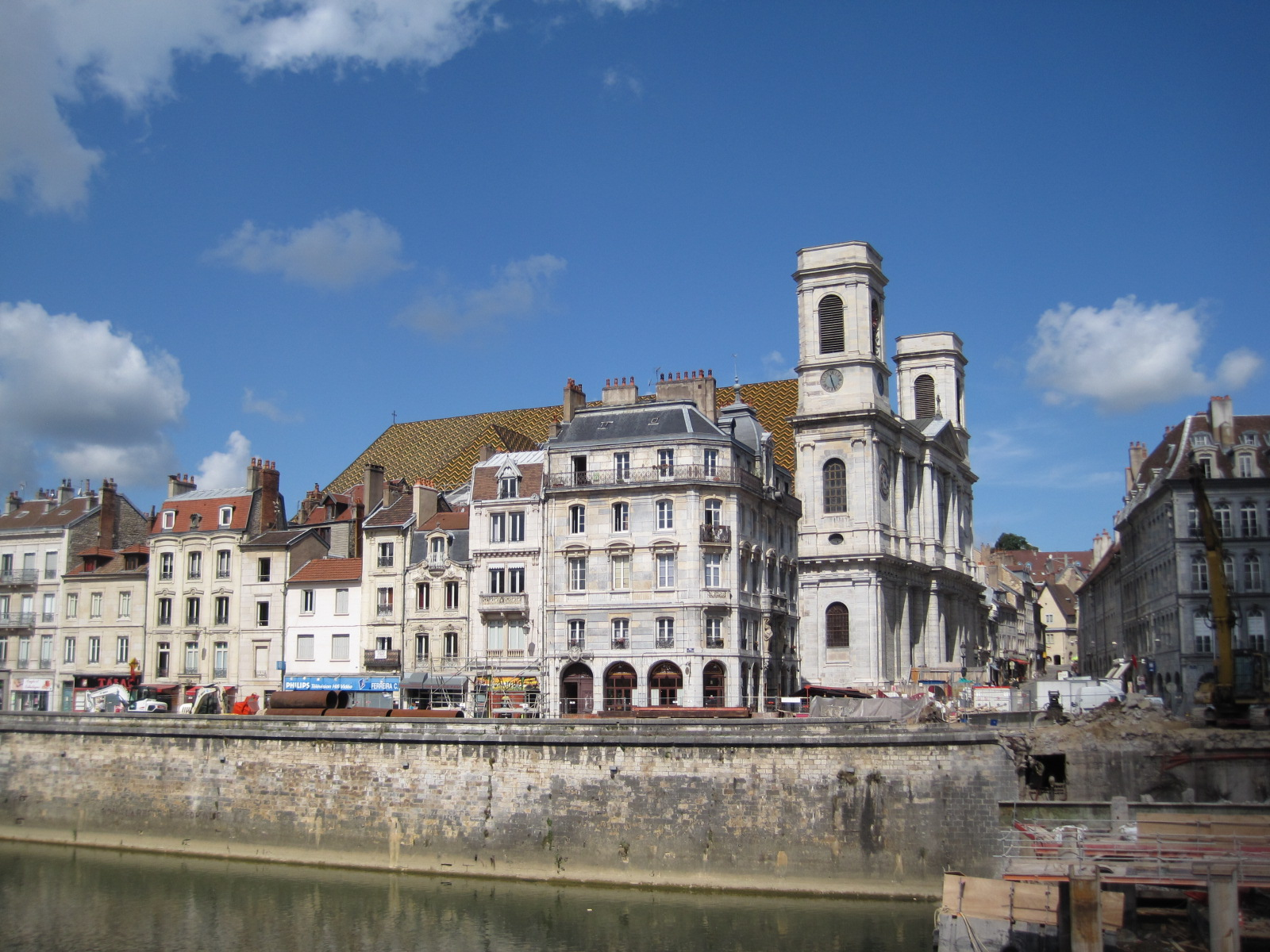
Église Sainte-Madeleine de Besançon (Doubs).
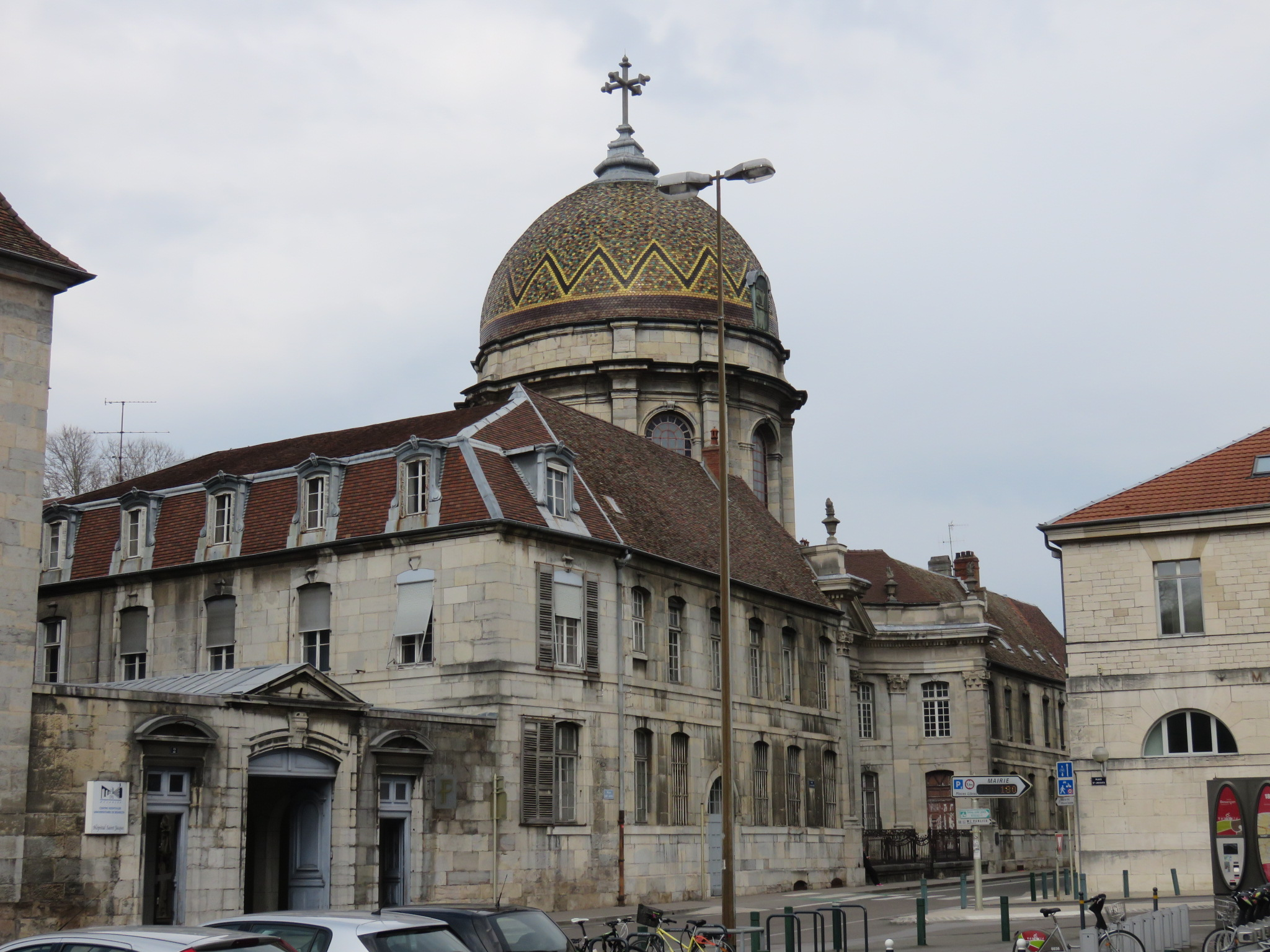
Chapelle Notre-Dame-du-Foyer de Besançon (Doubs).
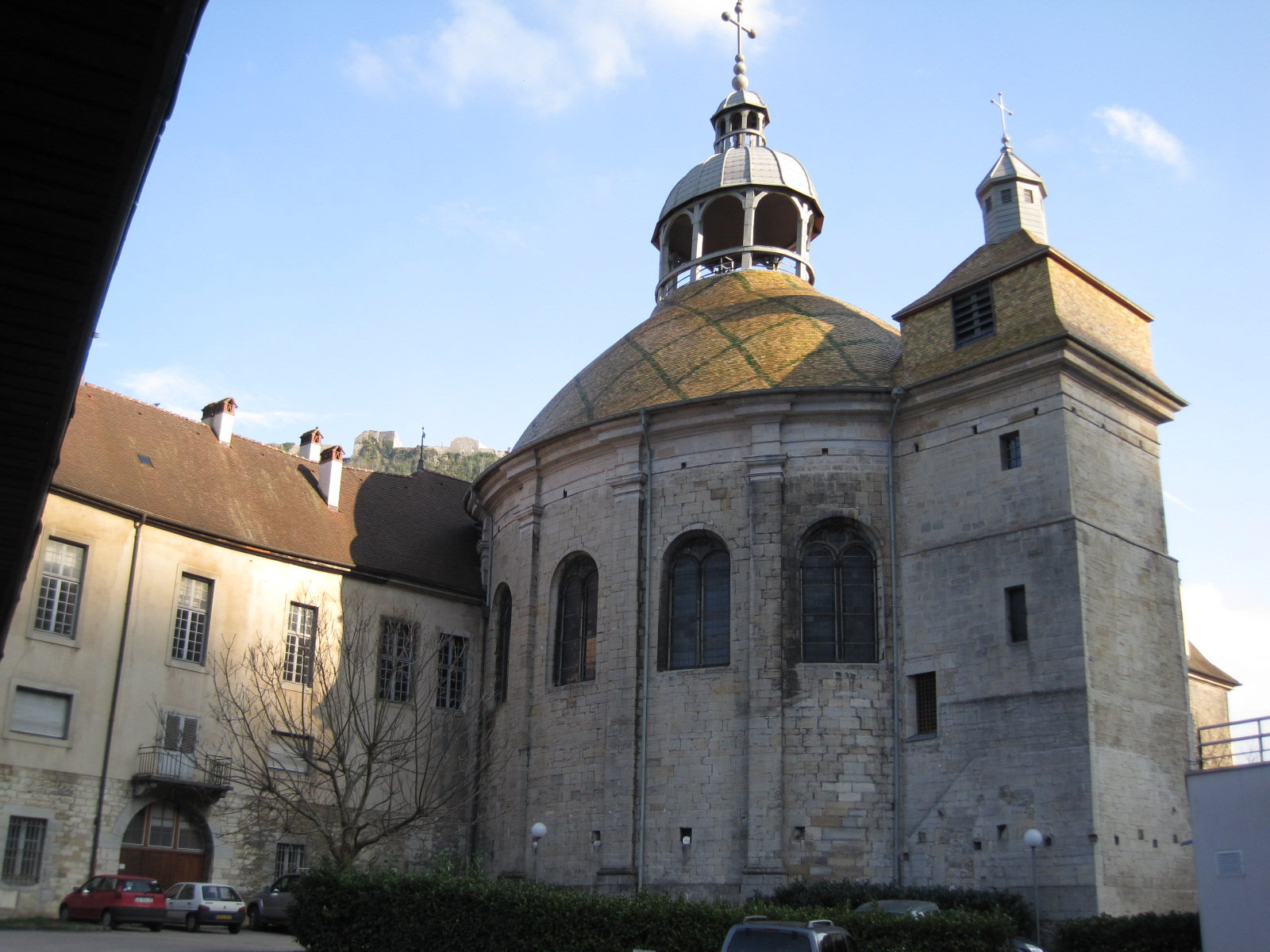
Chapelle Notre-Dame-Libératrice de Salins-les-Bains (Jura).
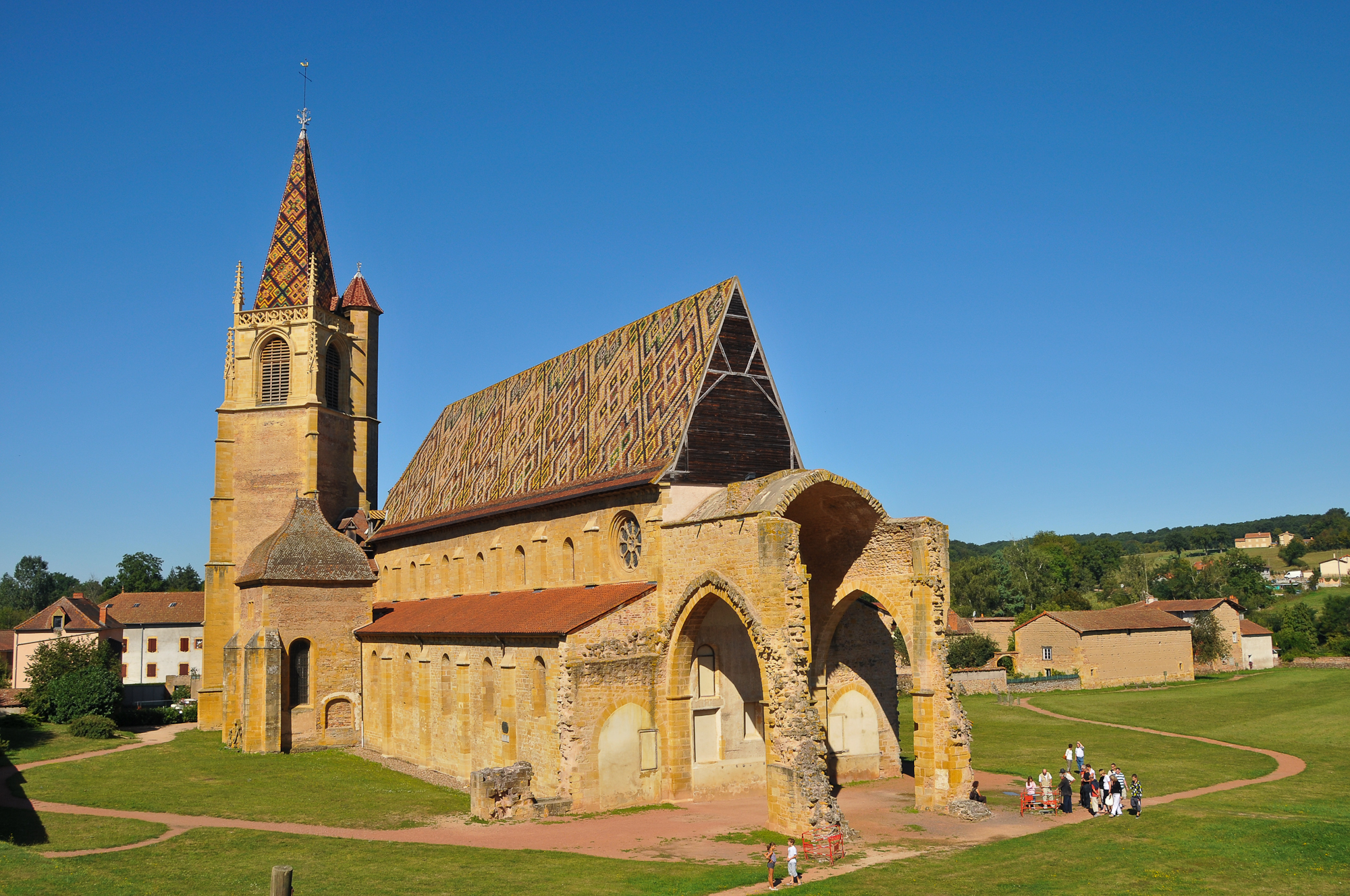
Abbaye de la Bénisson-Dieu (Loire).
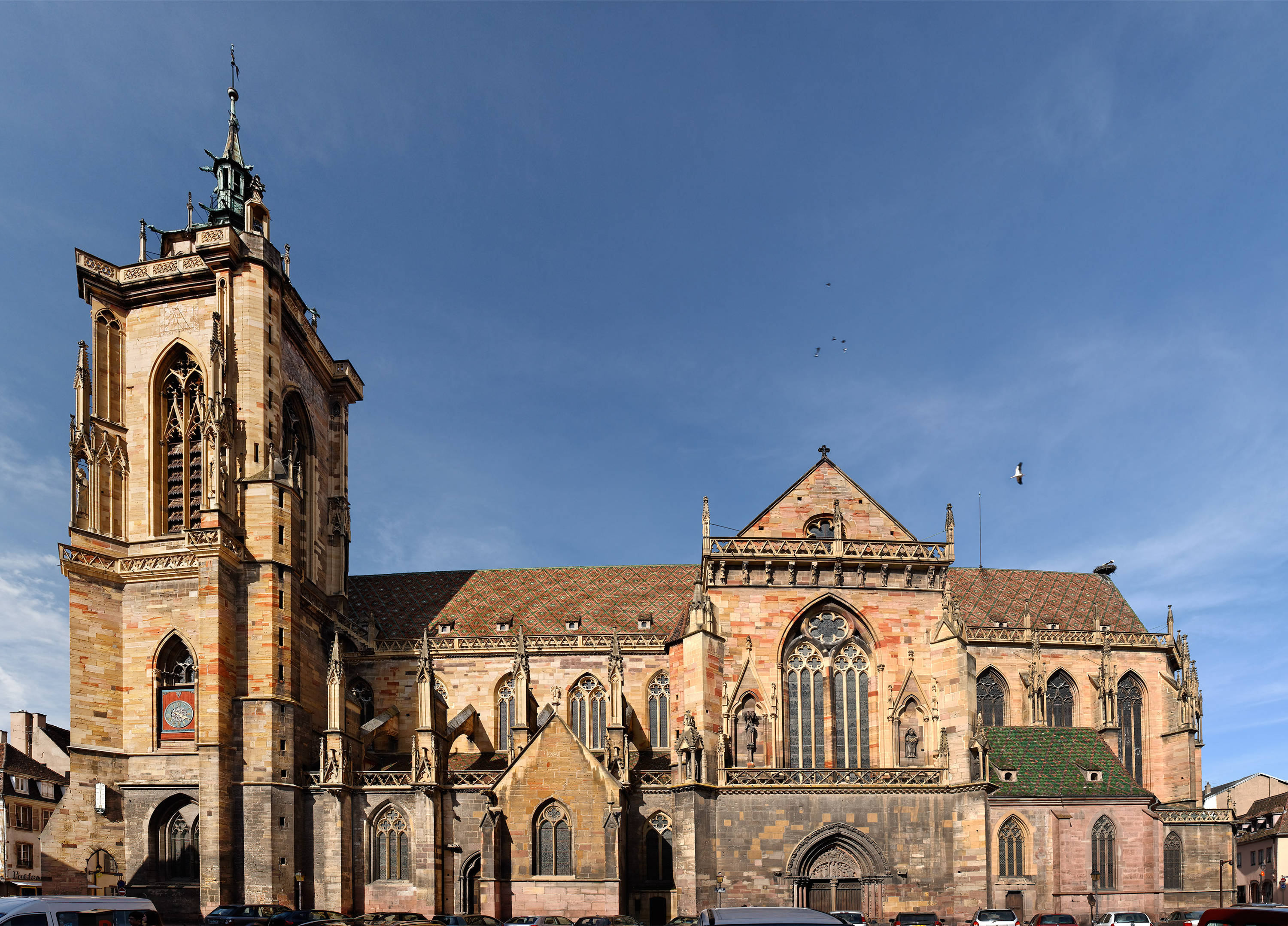
Collégiale Saint-Martin de Colmar (Haut-Rhin).
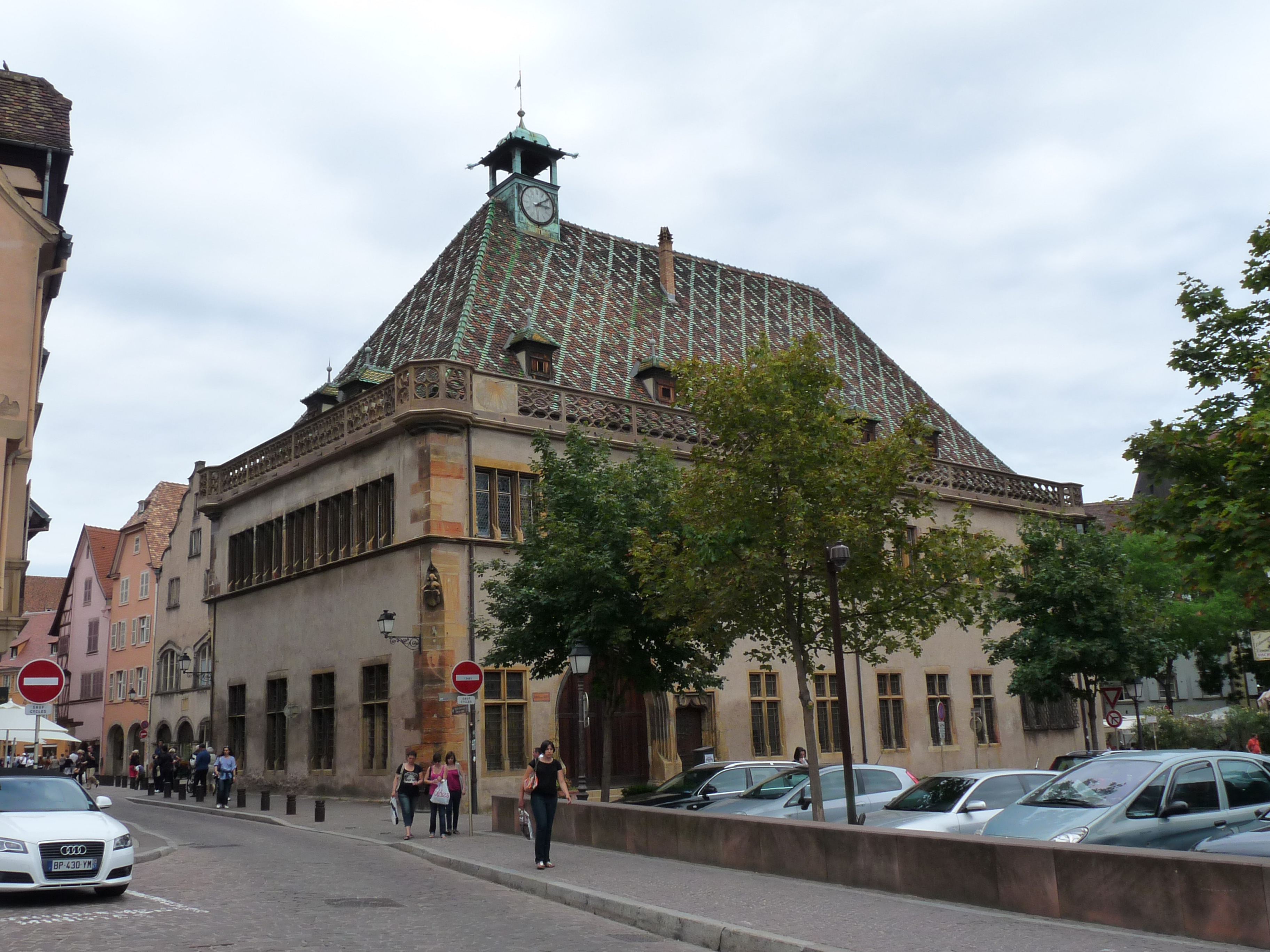
Ancienne douane / Koïfhus de Colmar (Haut-Rhin).
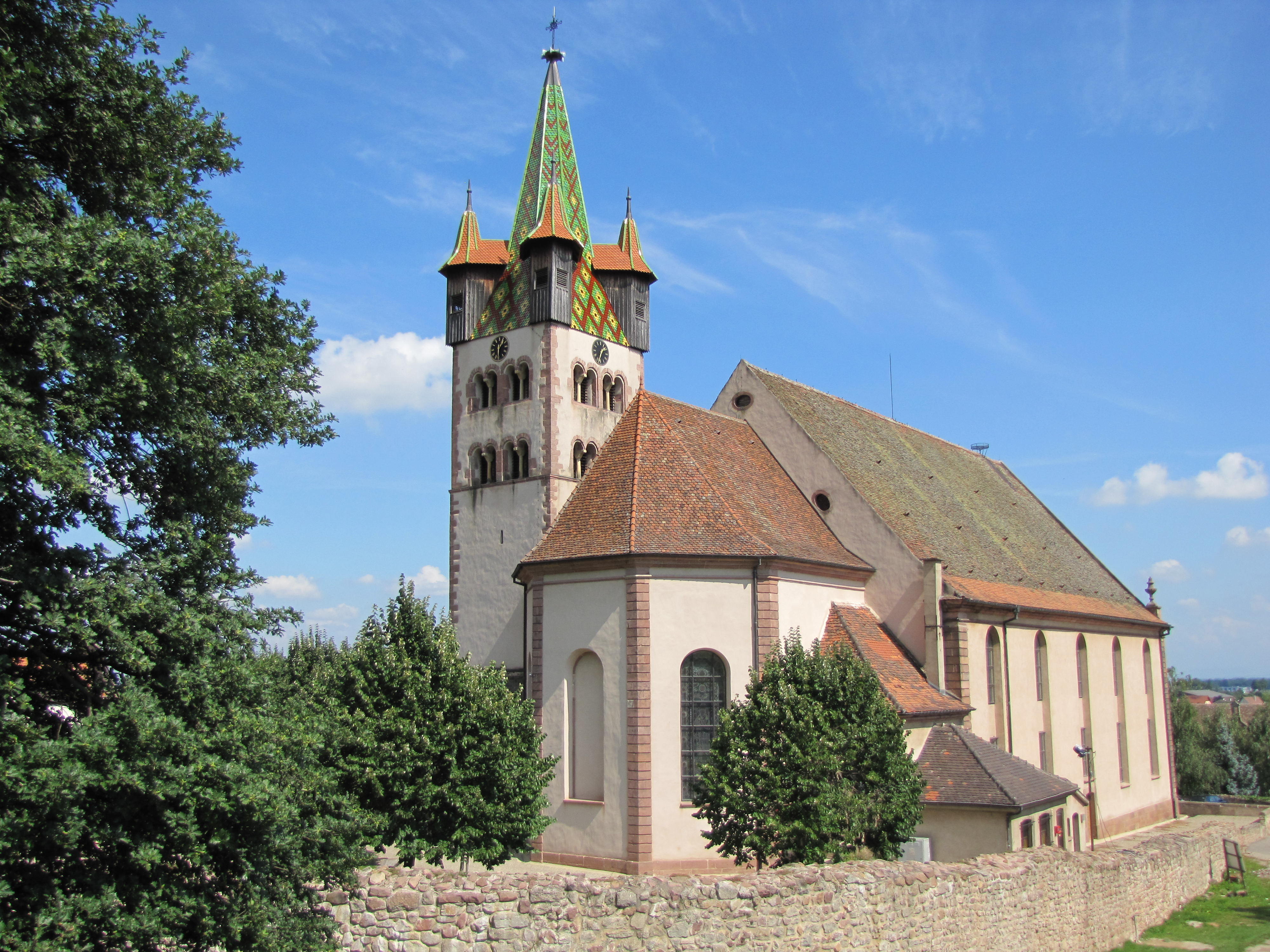
Église Saint-Georges de Châtenois (Bas-Rhin).
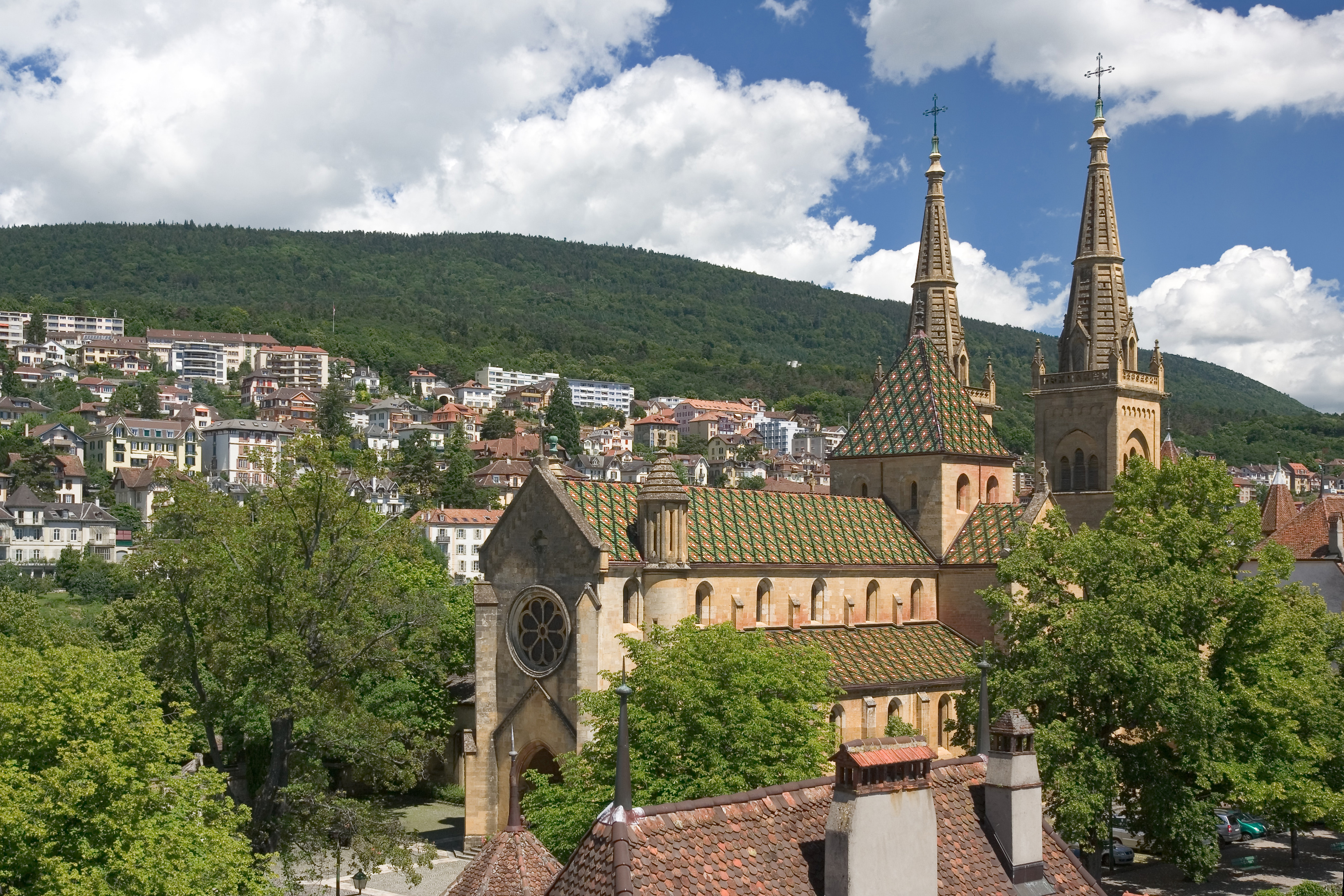
Collégiale de Neuchâtel (Suisse).
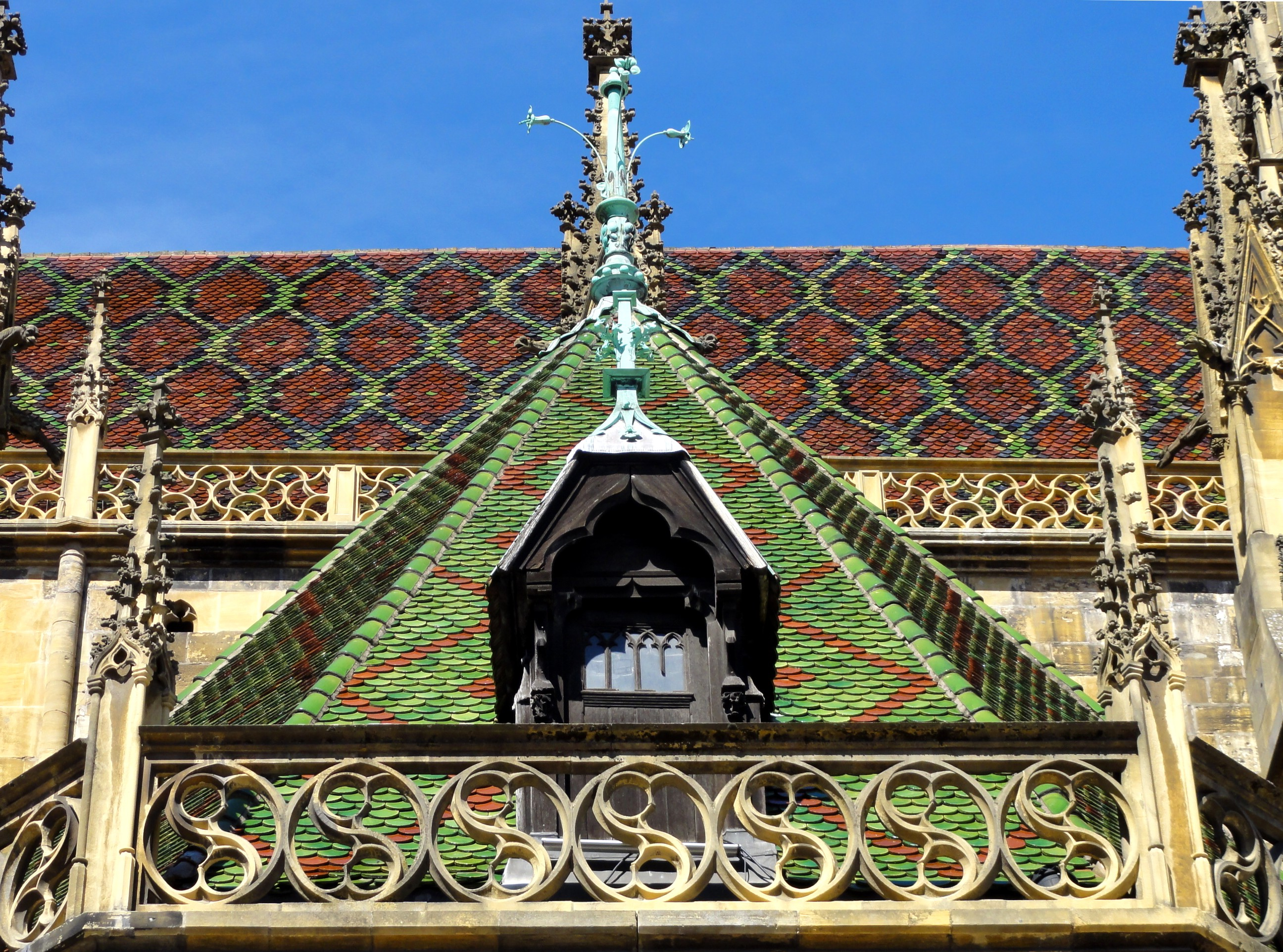
Collégiale Saint-Thiébaut de Thann (Haut-Rhin).
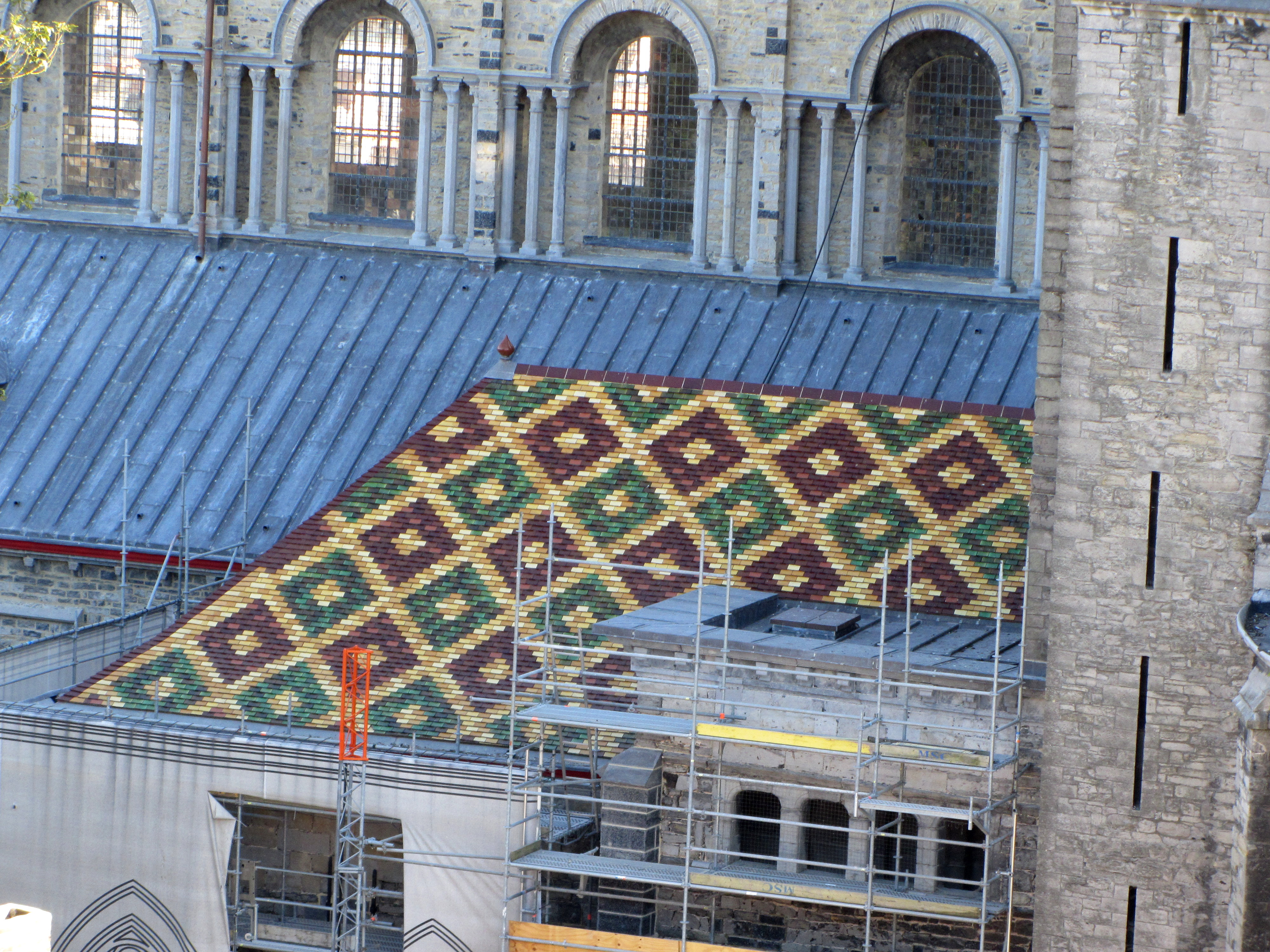
Cathédrale Notre-Dame de Tournai (Belgique).
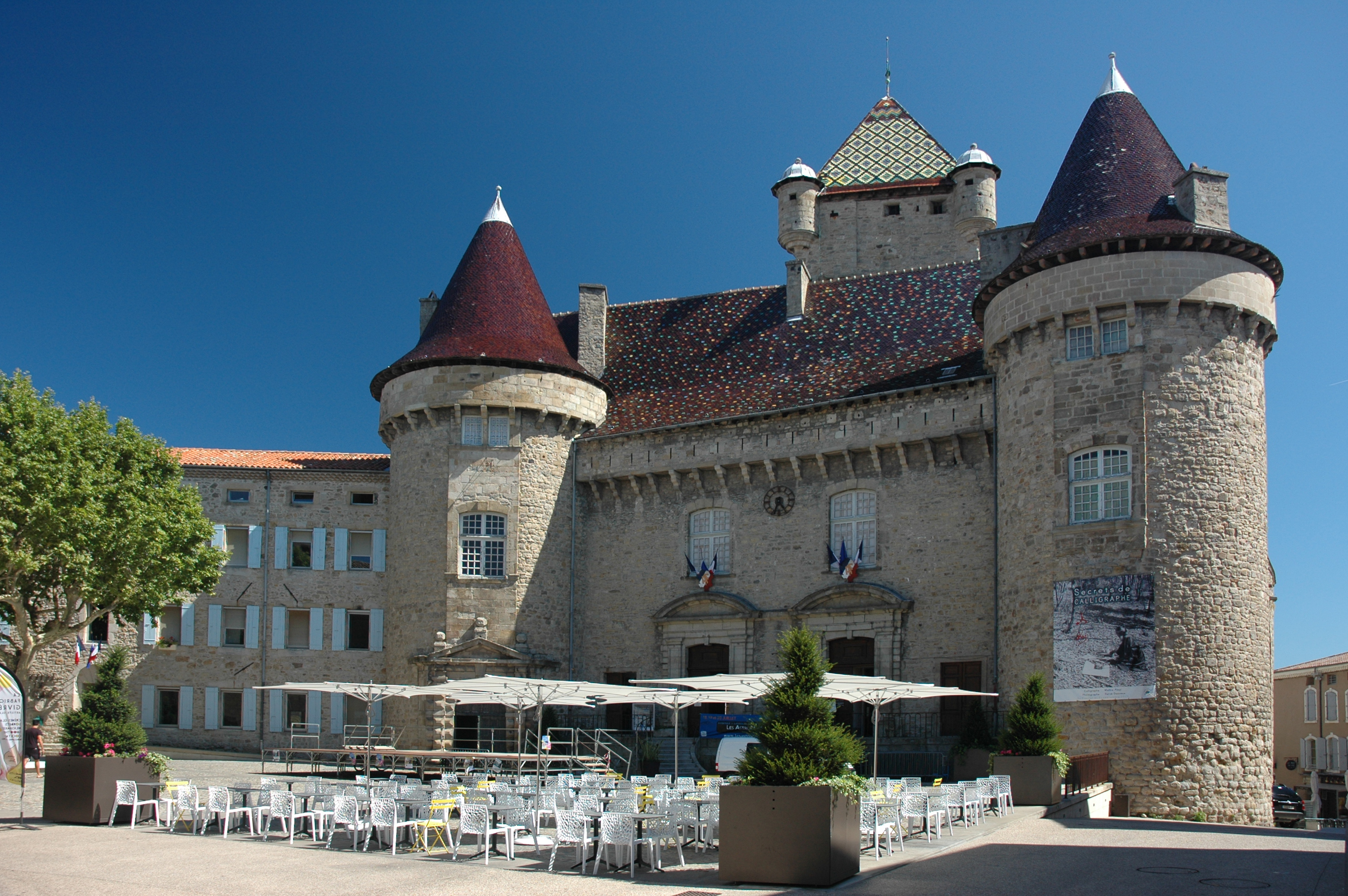
Château d'Aubenas (Ardèche).
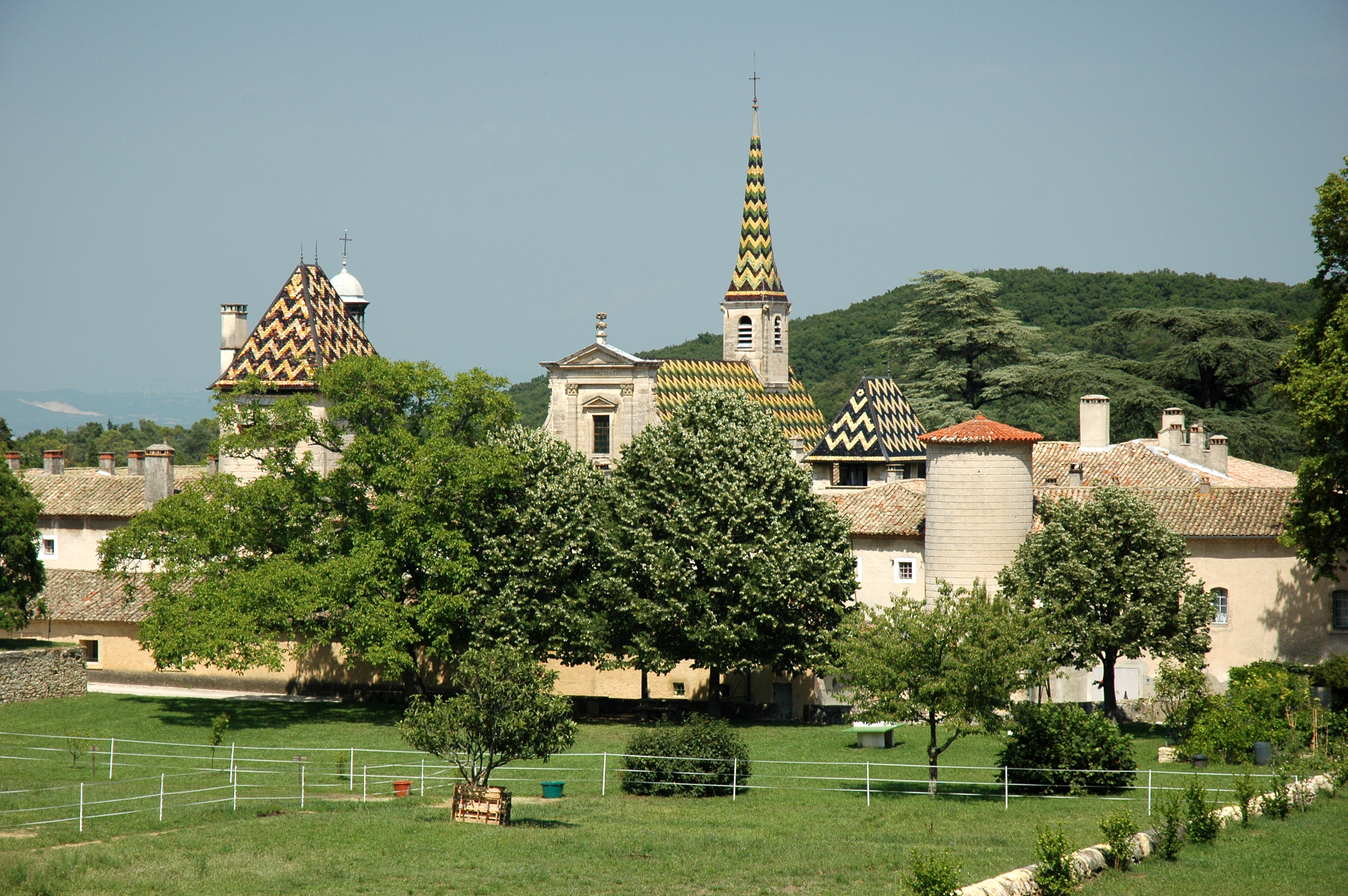
Chartreuse de Valbonne (Gard).

Lors de la restauration de la cathédrale Notre-Dame de Tournai, en Belgique, au début des années 2000, certains éléments de la toiture ont été recouverts de tuiles vernissées multicolores à motifs losangés. Cette restauration faisait partie d'un vaste chantier visant à préserver la qualité et la stabilité de ce monument emblématique, classé au patrimoine mondial de l'UNESCO depuis 2000. La restauration a permis de stabiliser le chœur gothique, remplacer les toitures endommagées, nettoyer les murs en pierre et restaurer les vitraux.